# República de Weimar
```
   |-
       |
Erro:
:  
valor não especificado para "
nome_comum
"

   |-
       | 
Erro:
:  
valor não especificado para "
continente
"
```

A República de Weimar, oficialmente conhecida como Reich Alemão, foi um período histórico da Alemanha de 9 de novembro de 1918 a 23 de março de 1933, durante o qual foi uma república federal constitucional pela primeira vez na história; portanto, também é referida e proclamada não oficialmente como República Alemã. O nome informal do período é derivado da cidade de Weimar, que sediou a assembleia constituinte que estabeleceu seu governo. Em inglês, a república era geralmente chamada simplesmente de "Alemanha", sendo que "República de Weimar" (um termo introduzido por Adolf Hitler em 1929) não era comumente usado até a década de 1930.
Após a devastação da Primeira Guerra Mundial (1914-1918), a Alemanha estava exausta e pediu a paz em circunstâncias desesperadoras. A consciência da derrota iminente desencadeou uma revolução, a abdicação do Kaiser Guilherme II, a rendição formal aos Aliados e a proclamação da República de Weimar em 9 de novembro de 1918.
Nos seus primeiros anos, graves problemas assolaram a República, como a hiperinflação e o extremismo político, incluindo assassinatos políticos e duas tentativas de tomada de poder por paramilitares rivais; internacionalmente, sofreu isolamento, redução da posição diplomática e relações contenciosas com as grandes potências. Em 1924, uma grande estabilidade monetária e política foi restaurada e a república desfrutou de relativa prosperidade durante os cinco anos seguintes; este período, às vezes conhecido como os Anos 20 Dourados, foi caracterizado por um florescimento cultural significativo, progresso social e melhoria gradual nas relações externas. Ao abrigo dos Tratados de Locarno de 1925, a Alemanha avançou no sentido da normalização das relações com os seus vizinhos, reconhecendo a maioria das mudanças territoriais ao abrigo do Tratado de Versalhes de 1919 e comprometendo-se a nunca entrar em guerra. No ano seguinte, aderiu à Liga das Nações, o que marcou a sua reintegração na comunidade internacional. No entanto, especialmente na direita política, permaneceu um ressentimento forte e generalizado contra o tratado e aqueles que o assinaram e apoiaram.
A Grande Depressão de outubro de 1929 impactou severamente o tênue progresso da Alemanha; O alto desemprego e a subsequente agitação social e política levaram ao colapso da grande coalizão do chanceler Hermann Müller e ao início dos gabinetes presidenciais. A partir de março de 1930, o presidente Paul von Hindenburg usou poderes de emergência para apoiar os chanceleres Heinrich Brüning, Franz von Papen e o general Kurt von Schleicher. A Grande Depressão, exacerbada pela política de deflação de Brüning, levou a um aumento do desemprego. Em 30 de janeiro de 1933, Hindenburg nomeou Adolf Hitler como Chanceler para chefiar um governo de coalizão; O Partido Nazista de extrema-direita de Hitler ocupou dois dos dez assentos no gabinete. Von Papen, como vice-chanceler e confidente de Hindenburg, serviria como eminência parda que manteria Hitler sob controle; essas intenções subestimaram gravemente as habilidades políticas de Hitler. No final de Março de 1933, o Decreto de Incêndio do Reichstag e a Lei de Habilitação de 1933 foram utilizados no suposto estado de emergência para conceder efetivamente ao novo Chanceler amplo poder para agir fora do controle parlamentar. Hitler utilizou prontamente estes poderes para impedir a governação constitucional e suspender as liberdades civis, o que provocou o rápido colapso da democracia a nível federal e estatal, e a criação de uma ditadura de partido único sob a sua liderança.
Até ao final da Segunda Guerra Mundial na Europa em 1945, os nazistas governaram a Alemanha sob o pretexto de que todas as medidas e leis extraordinárias que implementaram eram constitucionais; notavelmente, nunca houve uma tentativa de substituir ou alterar substancialmente a constituição de Weimar. No entanto, a tomada do poder por Hitler (Machtergreifung) tinha efetivamente acabado com a república, substituindo o seu quadro constitucional pelo Führerprinzip, o princípio de que “a palavra do Führer é acima de toda lei escrita”.

## Nome e símbolos
A República de Weimar é assim chamada porque a assembleia que adoptou a sua constituição reuniu-se em Weimar de 6 de Fevereiro a 11 de Agosto de 1919, mas este nome só se tornou popular depois de 1933.

### Terminologia
Entre 1919 e 1933, nenhum nome único para o novo estado ganhou ampla aceitação, daí o antigo nome Deutsches Reich foi oficialmente mantido, embora quase ninguém o tenha usado durante o período de Weimar. À direita do espectro, os politicamente engajados rejeitaram o novo modelo democrático e ficaram chocados ao ver a honra da palavra tradicional Reich associada a ele. Zentrum, o Partido do Centro Católico, favoreceu o termo Deutscher Volksstaat (Estado Popular Alemão), enquanto na esquerda moderada o Partido Social-Democrata da Alemanha do chanceler Friedrich Ebert preferia Deutsche Republik (República Alemã). Em meados da década de 1920, a maioria dos alemães referia-se informalmente ao seu governo como Deutsche Republik, mas para muitos, especialmente à direita, a palavra "Republik" foi um lembrete doloroso de uma estrutura governamental que eles acreditavam ter sido imposta por estadistas estrangeiros e da expulsão do Kaiser Guilherme após uma enorme humilhação nacional.
A primeira menção registrada do termo Republik von Weimar (República de Weimar) ocorreu durante um discurso proferido por Adolf Hitler num comício do Partido Nazista em Munique, em 24 de fevereiro de 1929. Algumas semanas depois, o termo Weimarer Republik foi usado novamente pela primeira vez por Hitler em um artigo de jornal. Somente durante a década de 1930 o termo se tornou dominante, tanto dentro como fora da Alemanha.

De acordo com o historiador Richard J. Evans: 
O uso continuado do termo “Império Alemão”, Deutsches Reich, pela República de Weimar… evocou uma imagem entre os alemães instruídos que ressoou muito além das estruturas institucionais criadas por Bismarck: o sucessor do Império Romano; a visão do Império de Deus aqui na terra; a universalidade da sua reivindicação à suserania; e num sentido mais prosaico, mas não menos poderoso, o conceito de um Estado alemão que incluiria todos os falantes de alemão na Europa Central — “um povo, um Reich, um líder”, como diria o slôgane nazista.

### Bandeira e brasão
O tricolor preto-vermelho-dourado das revoluções alemãs de 1848 foi nomeado como bandeira nacional na Constituição de Weimar. Foi abolido em 1935, depois que o Partido Nazista chegou ao poder. O brasão foi inicialmente baseado no Reichsadler ("águia imperial") introduzido pela Constituição de Frankfurt de 1849 e anunciado em novembro de 1911. Em 1928, um novo desenho de Karl-Tobias Schwab foi adotado como brasão nacional, que foi usado até ser substituído pelo Reichsadler nazista em 1935, e readotado pela República Federal da Alemanha em 1950.

## Forças Armadas

Reichskriegsflagge durante o período de Weimar.

Após a derrota da Alemanha na Primeira Guerra Mundial, vários milhões de soldados do Exército Imperial Alemão simplesmente se dispersaram por conta própria ou foram formalmente desmobilizados. O governo civil provisório e o Comando Supremo do Exército (OHL) planejaram transferir as unidades restantes para um exército em tempos de paz. Nos termos do Tratado de Versalhes, o novo exército, o Reichswehr, foi limitado a 100 mil homens e o Reichsmarine (marinha), a 15 mil. O tratado proibia força aérea, submarinos, grandes navios de guerra e veículos blindados.
A formação oficial do Reichswehr ocorreu em 1.º de janeiro de 1921, após o cumprimento das limitações. Os soldados do Reichswehr prestaram juramento à Constituição de Weimar. O comandante-chefe era o presidente do Reich, enquanto o ministro das Forças Armadas do Reich exercia autoridade de comando. Direito de comando militar (Kommandogewalt) estava nas mãos da OHL. O dualismo resultante entre o poder civil e o comando militar tornar-se-ia um pesado fardo para a República. Enquanto o Ministro do Reichswehr, Otto Gessler, se contentou com deveres políticos e administrativos limitados durante seu mandato (1920-1928), Hans von Seeckt, Chefe do Comando do Exército de 1920 a 1926, conseguiu remover em grande parte o Reichswehr do controle do Reichstag. Sob Seeckt, o Reichswehr tornou-se um "estado dentro do estado".
Durante o Kapp-Putsch de 1920, Seeckt recusou-se a enviar o Reichswehr contra os Freikorps envolvidos no golpe, mas imediatamente depois o Exército Vermelho de Ruhr foi brutalmente reprimido durante a Revolta do Ruhr. O Reichswehr também organizou o chamado "Reichswehr Negro", uma reserva secreta de pessoal em rede com formações paramilitares, que o Reichswehr se considerava líder. Desenvolveu uma cooperação de longo alcance com o Exército Vermelho Soviético, levando ao treinamento secreto de pilotos militares alemães, em clara violação do Tratado de Versalhes.
Com a queda de Seeckt em 1926, o Reichswehr fez uma mudança de rumo pela qual o coronel Kurt von Schleicher foi o principal responsável. O objectivo era despertar um amplo apoio social para o rearmamento e militarizar a própria sociedade com o objectivo de futuras guerras.  Sob a presidência do Reich de Paul von Hindenburg, a liderança do Reichswehr ganhou crescente influência política e eventualmente ajudou a determinar a composição dos governos do Reich. Como resultado, o Reichswehr contribuiu significativamente para o desenvolvimento de um sistema presidencial autoritário durante a fase final da República de Weimar.
Em 1935, dois anos após a ascensão de Adolf Hitler ao poder, o Reichswehr foi renomeado como Wehrmacht. Foram as forças armadas unificadas do regime nazista.

## História

### Contexto
A Alemanha e as Potências Centrais lutaram contra os Aliados da Primeira Guerra Mundial entre 28 de julho de 1914 e 11 de novembro de 1918. A guerra terminou com 20 milhões de mortes militares e civis, incluindo 2 037 000 soldados alemães e de 424 000 a 763 000 civis, muitos deles devido a doenças e fome como resultado do bloqueio da Alemanha pelos Aliados.
Após quatro anos de guerra em múltiplas frentes na Europa e em todo o mundo, a ofensiva final dos Aliados começou em Agosto de 1918, e a posição da Alemanha e das Potências Centrais deteriorou-se, levando-as a pedir a paz. Após as ofertas iniciais terem sido rejeitadas pelas Potências Aliadas, a fome e a privação dos anos de guerra juntaram-se à consciência de uma derrota militar iminente para ajudar a desencadear a Revolução Alemã. Em 9 de novembro de 1918, uma república foi proclamada, e a abdicação do Kaiser Guilherme II foi anunciada,  marcando o fim da Alemanha Imperial e o início da República de Weimar. O armistício que pôs fim aos combates foi assinado em 11 de novembro.
A Alemanha perdeu a guerra porque os seus aliados enfrentavam a derrota e os seus recursos econômicos estavam a esgotar-se, enquanto no final do Verão de 1918 novas tropas americanas chegavam a França a uma taxa de 10 000 por dia. O apoio da população começou a desmoronar em 1916 e, em meados de 1918, muitos alemães queriam o fim da guerra. Um número crescente deles começou a associar-se à esquerda política, como o Partido Social-Democrata e o mais radical Partido Social-Democrata Independente, que exigia o fim da guerra. Quando se tornou óbvio para os generais que a derrota estava próxima, o general Erich Ludendorff convenceu o Kaiser de que a Alemanha precisava de prosseguir um armistício e que os partidos maioritários no Reichstag, e não a OHL, tinham de assumir a responsabilidade por isso. Embora em retirada, os exércitos alemães ainda estavam em território francês e belga quando a guerra terminou, em 11 de novembro. Ludendorf e Paul von Hindenburg começaram então a proclamar que foi o derrotismo da população civil — especialmente dos socialistas — que tornou a derrota inevitável. O mito da facada nas costas foi difundido pela direita ao longo da década de 1920 e garantiu que muitos monarquistas e conservadores se recusassem a apoiar o governo daqueles que chamavam de “criminosos de Novembro”. O efeito desestabilizador do mito da facada nas costas na democracia de Weimar foi um factor importante na ascensão do Nacional-Socialismo.

### Revolução de Novembro (1918-1919)

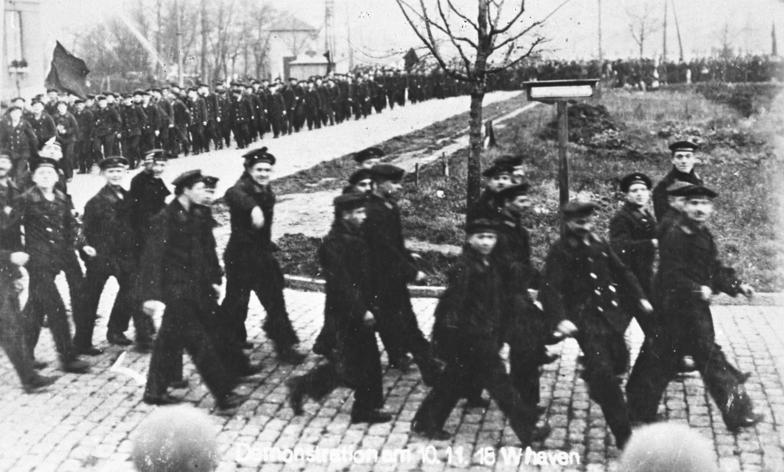
Marinheiros durante o motim em Kiel, novembro de 1918.

Em 29 de outubro de 1918, eclodiu uma rebelião entre os marinheiros em Wilhelmshaven; agitação semelhante se espalhou para se tornar o motim de Kiel em 3 de novembro. Marinheiros, soldados e trabalhadores começaram a eleger conselhos de trabalhadores e soldados (Arbeiter- und Soldatenräte) inspirado nos sovietes da Revolução Russa de 1917. A revolução espalhou-se por toda a Alemanha e os participantes tomaram o poder militar e civil em cidades individuais. As tomadas de poder foram alcançadas em todos os lugares sem perda de vidas.
Na altura, o movimento socialista, que representava maioritariamente trabalhadores, estava dividido entre dois grandes partidos de esquerda: o Partido Social-Democrata Independente da Alemanha (USPD), que apelava a negociações de paz imediatas e favorecia uma economia de comando de estilo soviético, e o Partido Social-Democrata da Alemanha (SPD), também conhecido como Partido Social Democrata de Maioria da Alemanha (MSPD), que apoiou a guerra e favoreceu um sistema parlamentar. A rebelião causou grande medo entre os apoiantes da monarquia e nas classes médias por causa das aspirações de estilo soviético dos conselhos. Para os cidadãos centristas e conservadores, o país parecia estar à beira de uma revolução comunista.
Em 7 de novembro, a revolução atingiu Munique, resultando na fuga do rei Luís III da Baviera. O MSPD decidiu aproveitar o seu apoio ao nível popular e colocar-se na frente do movimento. Eles aderiram aos apelos para a abdicação do Kaiser Guilherme II e, quando ele recusou, o Chanceler Maximiliano de Baden fez um anúncio público de que o Kaiser e o Príncipe Herdeiro Guilherme já o haviam feito. Gustav Noske (MSPD) foi enviado a Kiel para evitar mais distúrbios e assumiu a tarefa de controlar os marinheiros amotinados e seus apoiadores no quartel de Kiel. Os marinheiros e soldados o acolheram e ele conseguiu acalmar a situação.

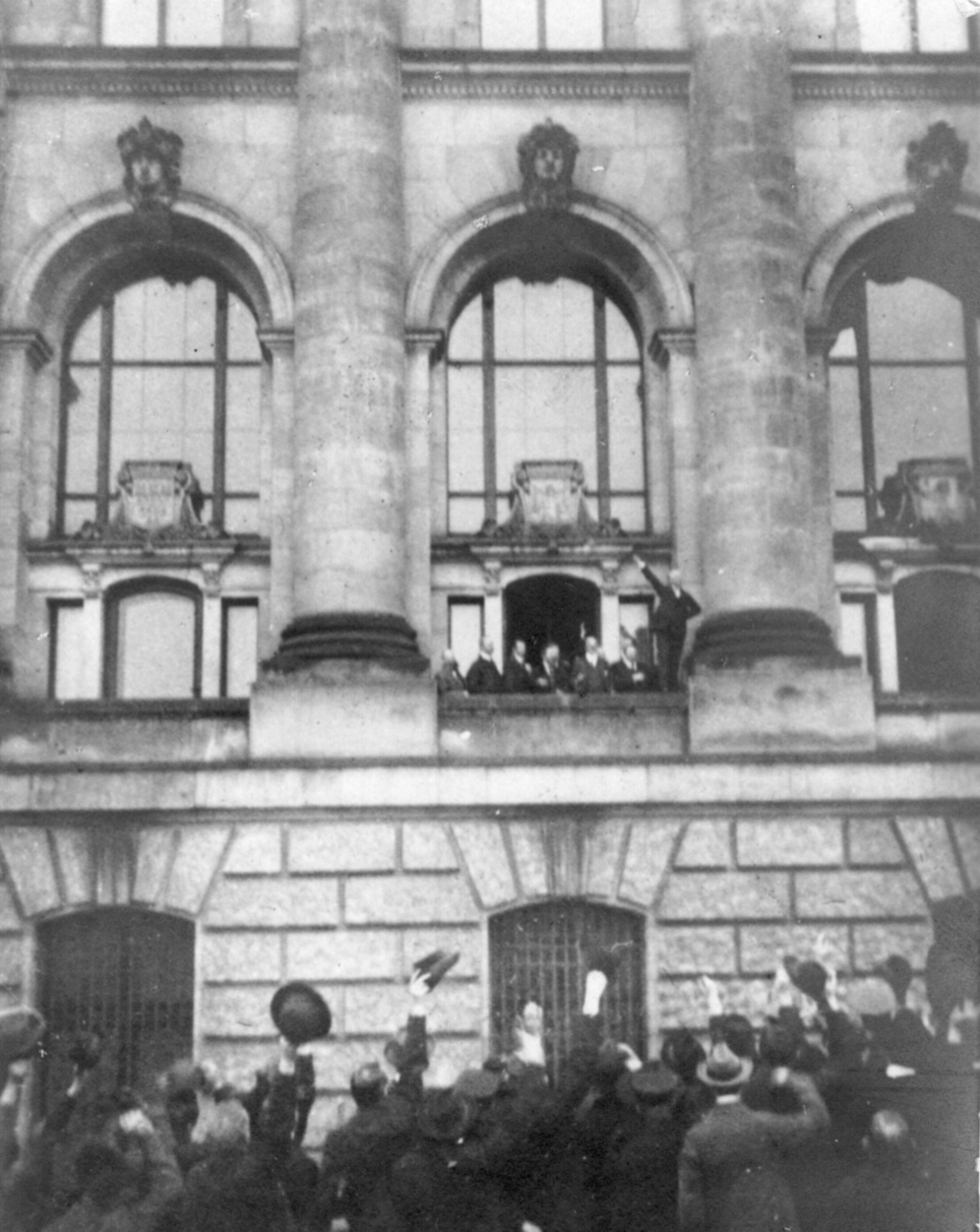
Philipp Scheidemann proclamando a República Alemã no edifício do Reichstag.

Em 9 de novembro de 1918, a República Alemã foi proclamada pelo membro do MSPD, Philipp Scheidemann, no edifício do Reichstag em Berlim, irritando Friedrich Ebert, o líder do MSPD, que pensava que a questão da monarquia ou da república deveria ser respondida por uma assembleia nacional.  Duas horas depois, uma República Socialista Livre foi proclamada no Palácio de Berlim. A proclamação foi emitida por Karl Liebknecht, co-líder com Rosa Luxemburgo da Spartakusbund comunista (Liga Spartacus), um grupo de algumas centenas de apoiadores da Revolução Russa que se aliou ao USPD em 1917. No mesmo dia, num movimento contrário à constituição porque apenas o Kaiser poderia nomear um chanceler, o príncipe Max de Baden, a pedido de Ebert, transferiu-lhe os seus poderes de chanceler. Tendo em conta o apoio em massa a reformas mais radicais entre os conselhos de trabalhadores, um governo de coligação denominado Conselho dos Deputados do Povo (Rat der Volksbeauftragten) foi criada, composta por três membros do MSPD e três membros do USPD. Liderado por Ebert para o MSPD e Hugo Haase para o USPD, governou a Alemanha de novembro de 1918 a janeiro de 1919. Embora o novo governo tenha sido confirmado pelo Conselho de Trabalhadores e Soldados de Berlim, foi contestado pela Liga Spartacus.

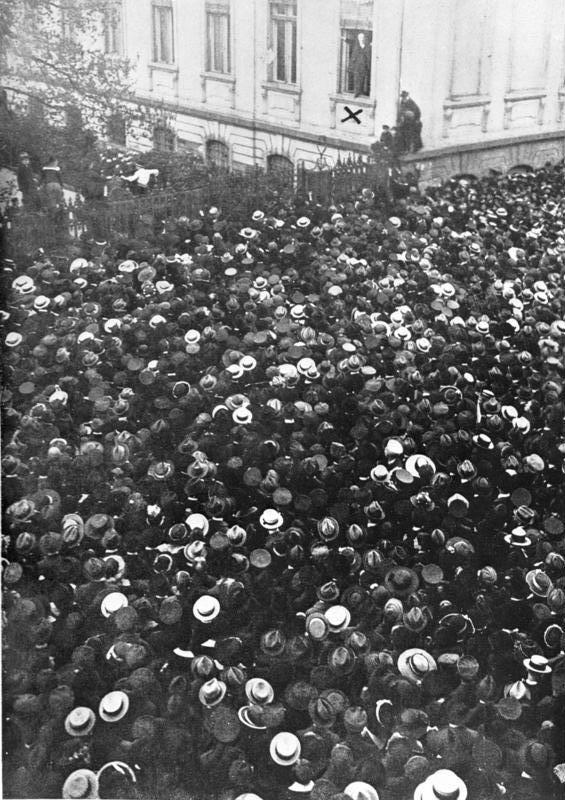
Philipp Scheidemann dirige-se a uma multidão de uma janela da Chancelaria do Reich, 9 de novembro de 1918.

Em 11 de novembro de 1918, um armistício foi assinado em Compiègne por representantes alemães. Efetivamente encerrou as operações militares entre os Aliados e a Alemanha. Equivaleu a uma capitulação alemã, sem quaisquer concessões por parte dos Aliados; o bloqueio naval continuaria até que os termos de paz completos fossem acordados.
O Conselho Executivo do Conselho de Trabalhadores e Soldados da Grande Berlim convocou um Congresso Nacional de Conselhos (Reichsrätekongress) que ocorreu de 16 a 21 de dezembro de 1918. Contra a oposição dos membros mais radicais que exigiam uma república socialista, Ebert, apoiado pela grande maioria do MSPD no Congresso, conseguiu agendar eleições para uma Assembleia Nacional provisória que funcionaria como um parlamento interino e teria a tarefa de redigir uma constituição democrática para um governo parlamentar.
Para garantir que o governo incipiente mantivesse o controle sobre o país, Ebert e o general Wilhelm Groener, sucessor de Ludendorff como líder do Comando Supremo do Exército (OHL), concluíram o pacto secreto Ebert-Groener em 10 de novembro. Por telefone, Ebert prometeu que permitiria que o comando exclusivo das tropas permanecesse com o corpo de oficiais, enquanto Groener prometeu que os militares seriam leais ao governo e que o ajudariam na sua luta contra os revolucionários de esquerda. O acordo marcou a aceitação do novo governo pelos militares, mas as novas forças armadas do Reichswehr, limitadas pelo Tratado de Versalhes a 100 000 soldados do exército e 15 000 marinheiros, permaneceram totalmente sob o controlo da classe de oficiais alemães.
Uma rixa se desenvolveu entre o MSPD e o USPD depois que Ebert convocou a OHL para que as tropas reprimissem um motim de uma unidade militar de esquerda em 23/24 de dezembro de 1918, no qual membros da Volksmarinedivision (Divisão da Marinha Popular) capturaram o comandante da guarnição da cidade, Otto Wels do MSPD e ocupou a Chancelaria do Reich, onde funcionava o Conselho dos Deputados do Povo. Os combates de rua que se seguiram deixaram 11 membros da Volksmarinedivision e 56 membros do exército regular mortos. Os líderes do USPD ficaram irritados com o que acreditavam ser uma traição por parte do MSPD, que na sua opinião se tinha unido aos militares anticomunistas para suprimir a revolução. Como resultado, o USPD deixou o Conselho dos Deputados do Povo depois de apenas sete semanas. Em 30 de Dezembro, a divisão aprofundou-se quando o Partido Comunista da Alemanha (KPD) foi formado por vários grupos radicais de esquerda, incluindo a Liga Spartacus e a ala esquerda do USPD.
Em janeiro, a Liga Spartacus, no que ficou conhecido como levante espartaquista, aproveitou uma grande greve em Berlim e tentou estabelecer um governo comunista. A revolta foi reprimida por unidades paramilitares Freikorps compostas por soldados voluntários. Após sangrentas lutas de rua, Rosa Luxemburgo e Karl Liebknecht foram sumariamente mortos após serem detidos em 15 de Janeiro. Com a afirmação de Ebert, os responsáveis não foram julgados em corte marcial, levando a sentenças brandas, o que tornou Ebert impopular entre os esquerdistas radicais.

Carta da Constituição de Weimar de 11 de agosto de 1919. Substituiu a lei relativa ao poder provisório do Reich de 10 de fevereiro de 1919.

As eleições para a Assembleia Nacional, nas quais as mulheres foram autorizadas a votar pela primeira vez, ocorreram em 19 de janeiro de 1919. O MSPD obteve a maior parcela dos votos com 37,9%, com o USPD em quinto lugar com 7,6%. Para evitar as lutas em curso em Berlim, a Assembleia Nacional reuniu-se na cidade de Weimar, dando à futura República o seu nome não oficial. A Constituição de Weimar criou uma república parlamentar com o Reichstag eleito por representação proporcional.
Durante os debates em Weimar, os combates continuaram esporadicamente em toda a Alemanha. Em 7 de abril de 1919, a República Soviética da Baviera foi declarada em Munique, mas rapidamente reprimida pelos Freikorps e pelos remanescentes do exército regular. A queda da República Soviética de Munique para estas unidades, muitas das quais eram de extrema-direita, resultou no crescimento de movimentos e organizações anti-semitas de extrema-direita na Baviera, incluindo a Organização Cônsul, o Partido Nazista, e sociedades de monarquistas russos exilados. O sentimento revolucionário também surgiu nos estados orientais onde o descontentamento interétnico entre alemães e poloneses minoritários levou às Revoltas da Silésia e à revolta da Grande Polónia na província alemã de Posen, que se tornou parte da Segunda República Polaca nos termos do Tratado de Versalhes.

### Anos de crise (1919-1923)

#### Fardo da Primeira Guerra Mundial
Nos quatro anos que se seguiram à Primeira Guerra Mundial, a situação da maioria dos civis alemães permaneceu terrível. A crise econômica do pós-guerra foi o resultado da perda de exportações industriais antes da guerra, da perda de matérias-primas e produtos alimentares importados devido ao bloqueio continental, da perda das colónias ultramarinas da Alemanha e do agravamento do saldo da dívida que foi exacerbado pela forte dependência da Alemanha em títulos para pagar a guerra. As perdas económicas podem ser atribuídas, em parte, à extensão do bloqueio aliado à Alemanha até à assinatura do Tratado de Versalhes, em 28 de junho de 1919. Estima-se que entre 100 000 e 250 000:166 Civis alemães morreram de doenças ou fome entre o fim da guerra e a assinatura do tratado. Muitos civis alemães esperavam que a vida regressasse à normalidade pré-guerra após o seu fim, mas a grave escassez de alimentos continuou. Em 1922, por exemplo, o consumo de carne não aumentou desde os anos de guerra. Com 22 quilogramas por pessoa por ano, era menos da metade dos 52 quilogramas consumidos em 1913. Os cidadãos alemães sentiram a escassez de alimentos mais profundamente do que durante a guerra porque a realidade contrastava fortemente com as suas expectativas.
A produção industrial imediata do pós-guerra caiu para os níveis da década de 1880, ou 57 por cento do seu valor em 1913. O PIB per capita de 1919 foi de apenas 73% do valor comparável de 1913. A desmobilização controlada manteve inicialmente o desemprego em cerca de um milhão. Em janeiro de 1922, a taxa de desemprego havia caído para apenas 0,9%, mas a inflação fez com que os salários reais da maioria dos trabalhadores fossem significativamente mais baixos do que eram em 1913.  A hiperinflação que atingiu o pico no final de 1923 teve seus piores efeitos sobre o governo. trabalhadores, cujos salários não acompanhavam os trabalhadores do sector privado, e nos alemães da classe média que investiram em títulos de guerra  ou que dependiam de poupanças, investimentos ou pensões para a sua vida. O que antes eram poupanças substanciais tornou-se essencialmente inútil devido à enorme queda no valor do Papiermark.
Após quatro anos de guerra e fome, muitos trabalhadores alemães ficaram desencantados com o sistema capitalista e esperavam por uma nova era sob o socialismo ou o comunismo. Os socialistas dominaram o novo governo revolucionário em Berlim, e numerosas repúblicas de conselhos de curta duração foram estabelecidas em cidades de toda a Alemanha. Mesmo depois de terem sido suprimidos, os conflitos ideológicos entre a esquerda e os apoiantes do antigo império levaram à violência política e ao extremismo. A jovem república viu-se numa crise económica e política quase constante até 1924.

#### Tratado de Versalhes
O Tratado de Versalhes pôs fim ao estado de guerra entre a Alemanha e a maioria das potências aliadas e estabeleceu as condições para a paz. Foi assinado em 28 de junho de 1919 e pode ser dividido em quatro categorias principais: questões territoriais, desarmamento, reparações e atribuição de culpa.

Perdas territoriais alemãs do Tratado de Versalhes Administrado pela Liga das Nações Anexado ou transferido para países vizinhos pelo tratado, ou posteriormente por meio de plebiscito e ação da Liga das Nações Alemanha de Weimar.

Territorialmente, a Alemanha teve de renunciar à soberania sobre as suas colônias e na Europa perdeu 65 000 km2 ou cerca de 13% do seu antigo território — incluindo 48% dos seus recursos de ferro e 10% dos seus recursos de carvão — juntamente com 7 milhões de pessoas, ou 12% da sua população. O Sarre foi colocado sob o controle da Liga das Nações durante 15 anos, e a produção das minas de carvão da região foi para a França. A Alsácia-Lorena, que a Prússia anexou após a Guerra Franco-Prussiana de 1870/71, tornou-se novamente francesa. A parte norte de Schleswig-Holstein foi para a Dinamarca após um plebiscito. No leste, uma quantidade significativa de território foi perdida para uma Polônia restaurada. O Território de Memel foi cedido às potências Aliadas, e Danzig foi para a Liga das Nações como a Cidade Livre de Danzig. O Corredor Polaco deixou a Prússia Oriental fisicamente separada do resto da Alemanha.

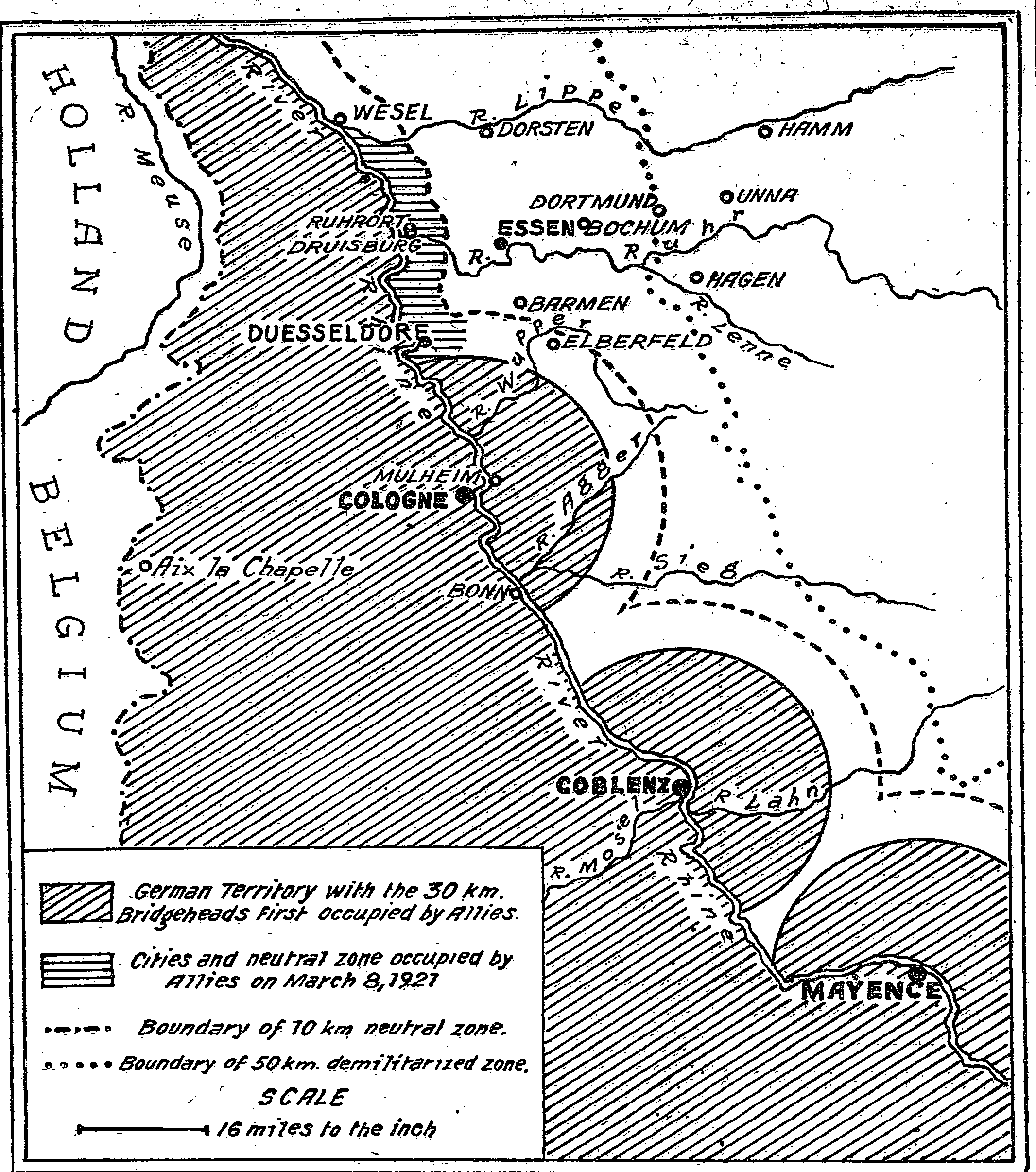
Mapa mostrando as áreas sob ocupação da Renânia.

Nos termos do Armistício de 1918 e do Tratado de Versalhes, tropas francesas, britânicas, belgas e americanas ocuparam a Renânia, a área da Alemanha na margem oeste do rio Reno, juntamente com cabeças de ponte na margem leste, perto de Colônia, Mainz e Koblenz. Além disso, a Renânia e uma área que se estende por 50 quilómetros a leste do Reno deveriam ser desmilitarizadas. A França exigiu a ocupação tanto para se proteger de um novo ataque alemão como como garantia para as reparações alemãs. A ocupação duraria 15 anos, até 1934, mas terminou em 1930.
As disposições de desarmamento do tratado pretendiam tornar o futuro exército alemão incapaz de ação ofensiva. Estava limitado a não mais de 100 000 homens, com apenas 4 000 oficiais e nenhum estado-maior; a marinha poderia ter no máximo 15 mil homens e 1 500 oficiais. A Renânia seria desmilitarizada e ocupada e todas as fortificações na Renânia e 50km a leste do rio demolidas. A Alemanha foi proibida de ter força aérea, tanques, gás venenoso, artilharia pesada, submarinos ou encouraçados. Um grande número de seus navios e todos os seus armamentos aéreos seriam entregues.
A Alemanha teve de compensar as Potências Aliadas pelas perdas e danos da guerra, deixando o montante exacto a ser determinado posteriormente (Artigo 233). No curto prazo, foi obrigado a pagar o equivalente a 20 mil milhões de marcos de ouro em prestações até Abril de 1921 (artigo 235.º).
O artigo mais controverso do tratado, a chamada Cláusula de Culpa de Guerra, não usava a palavra "culpa". Afirmou que a Alemanha aceitava total responsabilidade por todas as perdas e danos de uma guerra que foi imposta aos Aliados pela agressão da Alemanha e dos seus aliados (Artigo 231).
As implicações do Artigo 231 e as perdas territoriais irritaram especialmente os alemães. O tratado foi insultado como uma paz ditada e não negociada. Philipp Scheidemann, então ministro-presidente da Alemanha, disse à Assembleia Nacional de Weimar em 12 de maio de 1919: "Que mão não deveria murchar se colocasse este grilhão sobre si mesma e sobre nós?". Ele renunciou em vez de aceitar os termos, mas depois que os Aliados ameaçaram retomar as hostilidades, a Assembleia Nacional votou pela aprovação do tratado em 23 de junho. Foi assinado em Paris cinco dias depois.
Explicando a ascensão de movimentos nacionalistas extremistas na Alemanha logo após a guerra, o historiador britânico Ian Kershaw apontou para a "desgraça nacional" que foi "sentida em toda a Alemanha nos termos humilhantes impostos pelos Aliados vitoriosos e refletida no Tratado de Versalhes… com o seu confisco de território na fronteira oriental e ainda mais a sua 'cláusula de culpa'". Adolf Hitler culpou repetidamente a República e a sua democracia por aceitarem os termos opressivos do tratado.

#### Culpa de guerra
O Artigo 231 do Tratado de Versalhes foi amplamente percebido não apenas como uma legitimação legal das reparações, mas também como uma condenação moral da Alemanha, e desencadeou uma tempestade de indignação entre o público alemão. A hostilidade em relação a ela veio de todo o espectro político, desde a extrema-direita até aos partidos governantes moderados e ao KPD.
Depois que o tratado entrou em vigor, o Ministério das Relações Exteriores continuou o controle do Estado sobre o debate sobre a culpa da guerra. O Departamento de Culpa de Guerra financiou e dirigiu o Centro para o Estudo das Causas da Guerra, que deveria fornecer apoio "científico" à "campanha da inocência" no exterior. Para a propaganda da inocência de guerra em casa, foi fundado um "Comitê de Trabalho das Associações Alemãs" com representantes de muitos grupos considerados "adequados para uma boa sociedade". Em 1919, a Assembleia Nacional de Weimar criou uma comissão parlamentar para investigar os acontecimentos que levaram à "eclosão, prolongamento e perda da Primeira Guerra Mundial". Os seus resultados foram de valor questionável devido à falta de cooperação da função pública e militar e à crescente interferência do governo, que queria impedir uma admissão de culpa alemã perante o público mundial. O comitê se reuniu até 1932.
Durante a Primeira Guerra Mundial, os relatórios de guerra foram da responsabilidade do Estado-Maior Alemão e, depois de 1918, dos Arquivos do Reich de Potsdam, fundados pelo General Hans von Seeckt, que se dedicou à tarefa de "refutar" a culpa de guerra alemã e crimes de guerra. Como resultado, foi a liderança do Reichswehr, com o seu pessoal da função pública, em grande parte antidemocrático, que, juntamente com o Ministério dos Negócios Estrangeiros, determinou o retrato da guerra na República de Weimar.
Em suma, houve pouco questionamento objetivo e crítico das causas da guerra ou da responsabilidade da Alemanha por ela na academia, na política ou nos meios de comunicação durante o período de Weimar. A visão oficial da história continuou a seguir o argumento emitido pela OHL em 1914 de que a Alemanha tinha sido ameaçada pela invasão e pelo cerco. A revisão das condições do Tratado de Versalhes tornou-se o principal objetivo da política externa alemã.
O consenso que se opõe à "cláusula de culpa de guerra" contribuiu muito para promover a agitação contra países estrangeiros e a Constituição de Weimar. Tanto o DNVP como, em particular, o NSDAP questionaram toda a ordem do pós-guerra e propagaram uma “mentira de culpa de guerra”. Em linha com os partidos conservadores nacionais e os partidos burgueses de direita, acusaram os partidos governantes de terem contribuído para a humilhação da Alemanha ao assinar o tratado e de lhe negarem o direito à autodeterminação.

#### Turbulência política: Kapp Putsch e Revolta do Ruhr
A jovem república foi exposta desde o início a ataques tanto da extrema-direita como da extrema esquerda. A Esquerda acusou os sociais-democratas de traírem os ideais do movimento operário devido à sua aliança com as velhas elites; a direita responsabilizou os apoiantes da República pela derrota da Alemanha na Primeira Guerra Mundial, denegrindo-os como "criminosos de Novembro" e insinuando que o exército alemão, que ainda lutava em solo inimigo quando a guerra terminou, tinha sido apunhalado nas costas por eles e pela revolução (o mito da facada nas costas).

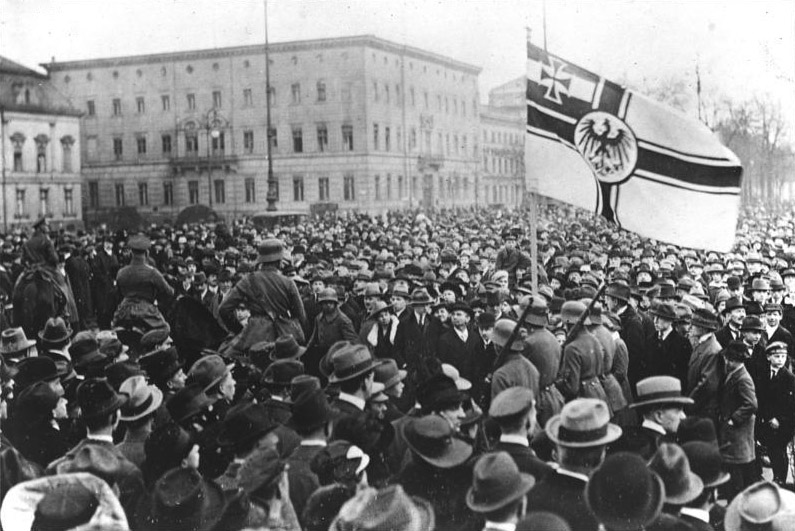
Multidões em Berlim assistindo a Marinebrigade Ehrhardt marchar sob a bandeira da guerra imperial durante o Kapp-Putsch.

No Kapp-Putsch de março de 1920, unidades Freikorps sob o comando do general von Lüttwitz ocuparam o bairro governamental em Berlim e nomearam o ex-funcionário público prussiano Wolfgang Kapp como chanceler do Reich em uma tentativa de reverter a revolução e instalar um governo autocrático. O governo legal fugiu de Berlim e convocou uma greve geral. O golpe fracassou rapidamente devido, em grande parte, à recusa da burocracia ministerial em obedecer às ordens de Kapp. O Reichswehr, no entanto, provou não ser confiável. Adotou uma atitude de esperar para ver sob o comando do General von Seeckt, chefe do Gabinete de Tropas, que disse que "o Reichswehr não dispara contra o Reichswehr".
Alguns membros da classe trabalhadora não se limitaram à resistência passiva ao Kapp Putsch. Especialmente no Ruhr, onde a insatisfação com a falta de nacionalização de indústrias-chave era particularmente elevada, foram formados conselhos que procuravam tomar o poder local. Na Revolta do Ruhr, os combates semelhantes a uma guerra civil eclodiram quando o Exército Vermelho do Ruhr, composto por cerca de 50.000 trabalhadores armados, na sua maioria adeptos do KPD e do USPD, aproveitou a perturbação causada pela greve geral para assumir o controlo do distrito industrial. Após batalhas sangrentas nas quais morreram cerca de 1 000 insurgentes e 200 soldados, as unidades do Reichswehr e do Freikorps suprimiram a revolta no início de abril.
Na Baviera, o Kapp-Putsch levou a uma remodelação governamental anti-republicana que fez do Estado Livre uma chamada "célula de ordem" (Ordnungszelle) dentro do estado de Weimar e um ponto de encontro para as forças conservadoras e reacionárias de direita. As condições políticas instáveis na fase inicial da República de Weimar também ficaram evidentes nas eleições para o Reichstag de 1920, nas quais a Coligação de Weimar, de centro-esquerda, que até então tinha uma maioria de três quartos, perdeu 125 assentos para partidos tanto do esquerda e direita.

#### Assassinatos políticos

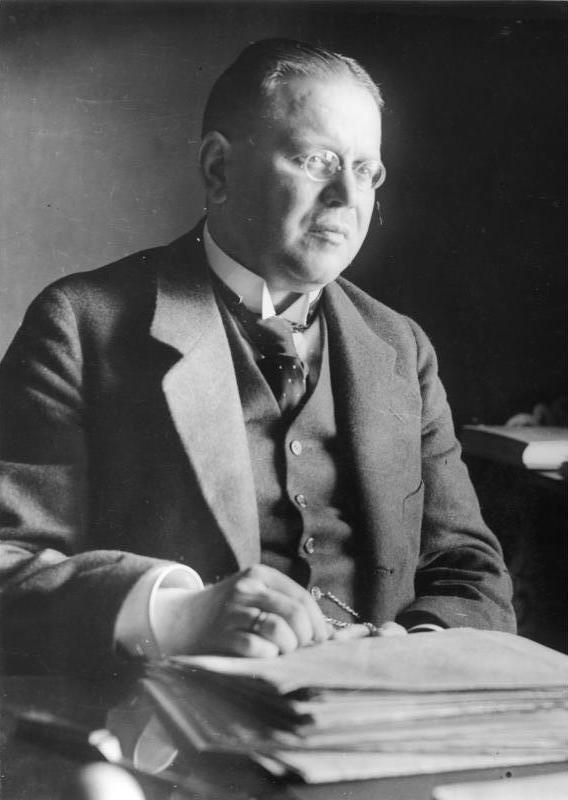
Matthias Erzberger, um dos signatários do armistício de 1918, foi assassinado em 1920.

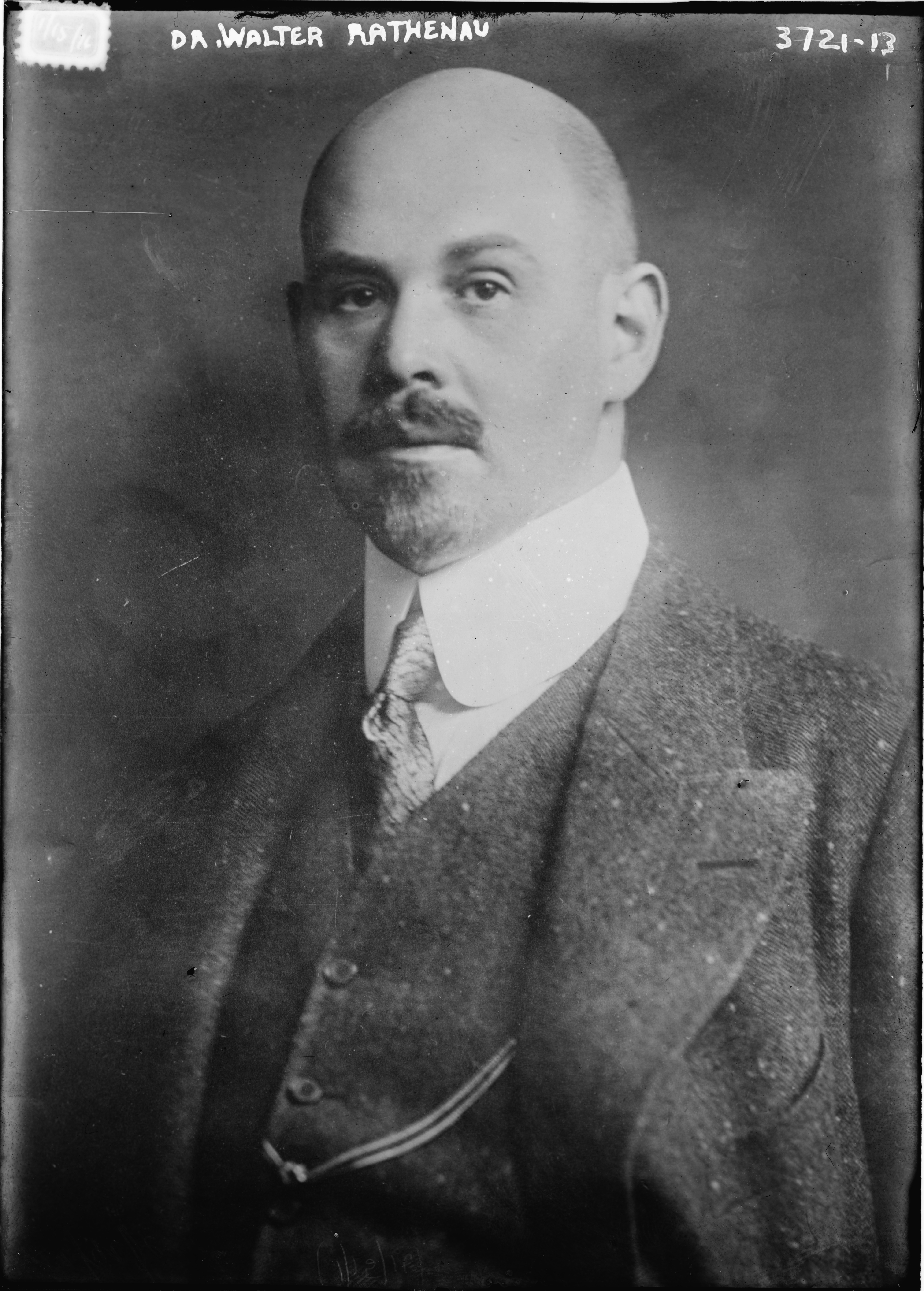
Walther Rathenau, ministro das Relações Exteriores alemão, foi assassinado em 1922.

A acentuada polarização política ocorrida foi visível nos assassinatos de importantes representantes da República por membros da organização extremista de direita Cônsul. O ministro das Finanças, Matthias Erzberger, foi assassinado em agosto de 1921 e o ministro das Relações Exteriores, Walther Rathenau, em junho de 1922. Ambos os homens foram difamados como complacentes com os antigos inimigos da Alemanha na questão do pagamento de reparações. Erzberger também foi atacado por assinar o acordo de armistício em 1918, e Rathenau procurou quebrar o isolamento externo da Alemanha após a Primeira Guerra Mundial através do Tratado de Rapallo, que abriu relações diplomáticas com a nova União Soviética, renunciou a todas as reivindicações de guerra e cancelou mutuamente pré-dívidas de guerra. Rathenau também atraiu o ódio da extrema-direita porque era judeu. A aprovação da Lei de Proteção da República, que aumentou as punições para atos de violência com motivação política, estabeleceu um tribunal especial para a proteção da República e proibiu organizações, impressos e comícios que se opusessem à forma republicana constitucional de governo, pretendia pôr fim aos inimigos de direita da República. O sistema judiciário conservador da era imperial, que ainda permaneceu em vigor e promulgou sentenças brandas contra criminosos estatais de direita, contribuiu para que as suas atividades não pudessem ser permanentemente dissuadidas.

#### Reparações e ocupação do Ruhr
Após uma série de conferências internacionais para determinar as reparações pelas quais a Alemanha era responsável, um montante de 132 mil milhões de Reichsmarks foi apresentado em Maio de 1921, a ser pago em ouro ou em mercadorias como ferro, aço e carvão. O chanceler Joseph Wirth não teve outra escolha senão aceitar, mas na tentativa de reduzir o valor, deu início à política alemã de "cumprimento" (Erfüllungspolitik). Ao tentar cumprir os pagamentos, pretendia mostrar aos Aliados que as exigências estavam além dos meios económicos da Alemanha. Em Maio de 1922, quando o Reichsmark perdia rapidamente valor, foi concedida à Alemanha uma moratória de pagamento apesar das fortes objecções francesas.
Em janeiro de 1923, a França declarou a Alemanha inadimplente. O ministro francês, presidente Raymond Poincaré, viu o fracasso da Alemanha em pagar as reparações como uma alavanca que poderia usar para conseguir a separação da Renânia do Reich alemão, uma exigência francesa que foi recusada pelos britânicos em Versalhes.  Depois que a Comissão de Reparação determinou que as entregas de carvão alemãs eram escassas, as tropas francesas e belgas em 11 de janeiro de 1923 marcharam para a Renânia, a região industrial mais produtiva da Alemanha, e assumiram o controle da maioria de suas empresas de mineração e manufatura. O governo alemão sob o comando do chanceler Wilhelm Cuno respondeu com uma política de resistência passiva não violenta à ocupação. Subscreveu os custos de fábricas e minas ociosas e pagou aos trabalhadores que estavam em greve. Incapaz de cobrir os enormes custos por qualquer outro meio, recorreu à impressão de dinheiro. Juntamente com as dívidas contraídas pelo Estado durante a guerra, foi uma das principais causas da hiperinflação que se seguiu.
Percebendo que continuar o curso era insustentável, o novo Chanceler do Reich, Gustav Stresemann, cancelou a resistência passiva em setembro de 1923. A ocupação francesa e belga terminou em agosto de 1925, na sequência de um acordo (o Plano Dawes) para reestruturar os pagamentos da Alemanha. O pagamento total das reparações de 1920 a 1931 (quando os pagamentos foram suspensos indefinidamente) foi de 20 mil milhões de marcos. 12,5 mil milhões foram dinheiro proveniente principalmente de empréstimos concedidos por banqueiros de Nova Iorque. O resto foram bens como carvão e produtos químicos, ou ativos como equipamento ferroviário.

#### Hiperinflação

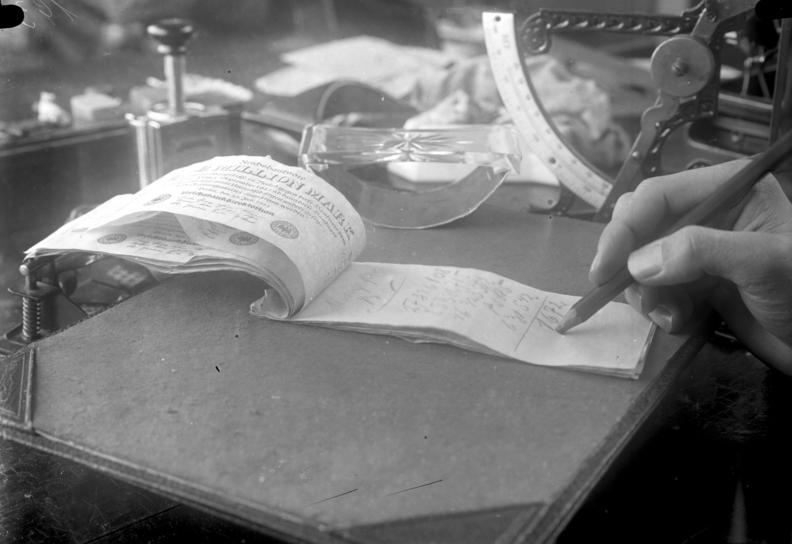
Milhões de notas sendo usadas como bloco de rascunho.

A hiperinflação alimentada pela resposta do governo à ocupação do Ruhr fez com que o custo de um pão subisse de 3 Reichsmarks em 1922 para 80 mil milhões de Reichsmarks em Novembro de 1923. Os preços subiam tão rapidamente que as pessoas corriam para gastar o seu salário na hora do almoço antes que ele perdesse mais valor. O comércio exterior tornou-se praticamente impossível, assim como a capacidade alemã de pagar reparações. Embora as poupanças pessoais tenham se tornado praticamente inúteis, o mesmo aconteceu com as dívidas fixas. Os proprietários de terras ou casas da classe média muitas vezes saíam na frente porque as suas dívidas perdiam valor juntamente com a moeda. As grandes empresas industriais lucraram da mesma forma e a riqueza concentrou-se em menos mãos.  O exemplo clássico foi Hugo Stinnes, que ganhou o título de Rei da Inflação ao aproveitar seus efeitos sobre a dívida para acumular participações controladoras em 1 535 empresas com 2 890 fábricas diferentes em 1924. O império de Stinnes entrou em colapso depois que a inflação patrocinada pelo governo foi interrompida pela introdução do Rentenmark em 15 de novembro de 1923. Um dólar americano equivalia a 4,20 Rentenmarks; a taxa de câmbio era de 1 Rentenmark para um trilhão de marcos de papel. O novo dinheiro foi apoiado pelas reservas de ouro do Reich, juntamente com uma hipoteca Rentenmark de 3,2 mil milhões sobre as propriedades agrícolas, industriais e comerciais. A introdução do Rentenmark teve sucesso na estabilização da moeda e da economia alemãs.

#### Violência política adicional e o golpe de Hitler
Com a proclamação da República Renana, em 21 de Outubro de 1923, surgiu um movimento separatista de curta duração, na sequência do qual sectores da força de trabalho se radicalizaram cada vez mais. Na Saxônia e na Turíngia, os comunistas conquistaram assentos suficientes para participar em governos sob ministros-presidentes social-democratas. Em ambos os estados, os comunistas foram expulsos pelas execuções do Reich (Reichsexekutionen) utilizando o artigo 48.º da Constituição de Weimar. No Reichstag, os social-democratas retiraram o apoio ao governo de Cuno e formaram uma grande coligação sob o comando do chanceler do DVP, Gustav Stresemann.
A direita nacionalista, especialmente na Baviera, classificou o rompimento da resistência do Ruhr como traição. Numa violação da Constituição de Weimar, a Baviera declarou estado de emergência e o poder executivo foi transferido para Gustav Ritter von Kahr como comissário geral do estado. O Reichswehr, sob o comando do Chefe do Comando do Exército, General Hans von Seeckt, que tinha as suas próprias ambições governamentais dirigidas contra os partidos de esquerda e o parlamentarismo de Weimar, comportou-se lealmente para com o governo Stresemann apenas no que diz respeito aos seus próprios interesses. Apesar dos movimentos contra os governos da Saxônia e da Turíngia, nenhuma ação foi tomada contra a Baviera, onde Kahr preparava um golpe militar com o objetivo de derrubar o governo do Reich em cooperação com os militares bávaros sob o comando do comandante distrital Otto von Lossow.

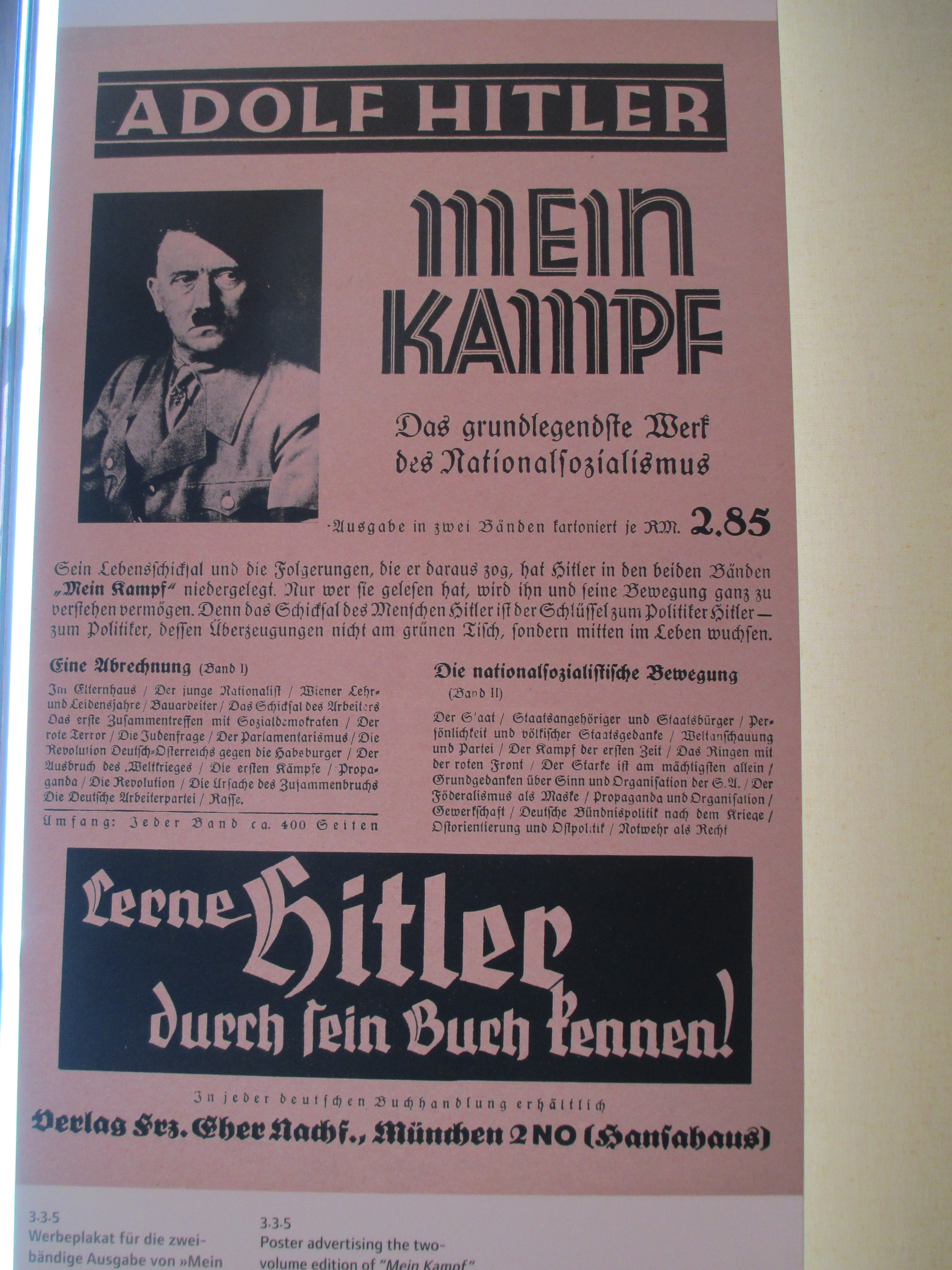
Cartaz promovendo Mein Kampf de Hitler em 2 volumes de brochura por 2,85 Rentenmarks cada.

Em 1920, o Partido dos Trabalhadores Alemães tornou-se o Partido Nacional-Socialista dos Trabalhadores Alemães (NSDAP), ou Partido Nazista, que acabaria por se tornar uma força motriz no colapso da República de Weimar. Adolf Hitler nomeou-se presidente do partido em julho de 1921. Em 8 de novembro de 1923, num pacto com Erich Ludendorff, uma liga de sociedades combatentes nacionalistas chamada Kampfbund, assumiu uma reunião que Kahr e Lossow estavam realizando em uma cervejaria em Munique. Ludendorff e Hitler declararam que o governo de Weimar foi deposto e que planejavam assumir o controle de Munique no dia seguinte. Kahr e Lossow organizaram a resistência a Hitler, com o resultado de que a tentativa de golpe foi facilmente interrompida. Hitler foi preso e condenado a cinco anos de prisão por alta traição, a pena mínima para a acusação. Ele serviu menos de oito meses em uma cela confortável, recebendo um fluxo diário de visitantes até sua libertação em 20 de dezembro de 1924. Enquanto estava na prisão, Hitler ditou Mein Kampf, que expôs suas ideias e políticas futuras. Hitler decidiu concentrar-se no futuro em métodos legais para ganhar o poder.

### Era de Ouro (1924–1929)
1924 a 1929 foi um período de relativa estabilidade para a República de Weimar. Conhecido na Alemanha como o " Goldene Zwanziger "(Anos 20 Dourados), as suas características proeminentes foram a consolidação interna e a reaproximação nas relações exteriores, juntamente com uma economia em crescimento e uma consequente diminuição da agitação civil, embora as melhorias tenham surgido sem estabelecer uma base sustentável para a democracia parlamentar. Embora o reconhecimento da Alemanha das suas obrigações de reparação tenha promovido a reintegração no sistema estatal contemporâneo e nos mercados mundiais, também desenvolveu uma forte dependência do capital americano. A estabilidade foi parcialmente emprestada e, no final, apenas superficial. 

#### Quadro para a política económica
Uma base essencial para a estabilização relativa foi a reestruturação das reparações através do Plano Dawes. Sem fixar um montante total final, o plano regulamentou o âmbito, a composição e a segurança das transferências para futuros pagamentos de reparações anuais. Esta última seria garantida pelo especialista financeiro americano Parker Gilbert que, como agente de reparações, poderia influenciar directamente a política fiscal e financeira alemã, a fim de garantir a estabilidade monetária. A aceitação do Plano Dawes no Reichstag era há muito incerta — partes da direita falavam de uma “nova escravização do povo alemão” e o KPD da escravização do proletariado alemão. Uma vez aprovado, o plano trouxe à República de Weimar um influxo significativo de empréstimos americanos de fundos estatais, bem como de investidores privados. O dinheiro serviu tanto como financiamento inicial para reparações como como ajuda para uma recuperação económica. As ferrovias alemãs, o Banco Nacional e muitas indústrias foram hipotecadas como garantia dos empréstimos.
A consolidação económica que ocorreu após o período de hiperinflação foi em grande parte à custa dos assalariados e da classe média económica. A jornada de oito horas, uma das principais conquistas sociais da revolução de 1918/19, foi em muitos casos diluída ou abandonada; a função pública foi afectada por cortes massivos de empregos e reduções salariais; e a racionalização e a concentração nas grandes indústrias continuaram e privaram muitas pequenas e médias empresas dos seus meios de subsistência. Os aforradores e os credores que foram prejudicados pela inflação ficaram efetivamente sem qualquer compensação significativa.
As declarações de garantias sociais contidas na Constituição de Weimar tiveram apenas um efeito limitado e contrastaram flagrantemente com as muitas experiências de declínio social. A partir de 1924, os pequenos poupadores que tinham sido empobrecidos ou economicamente arruinados pela inflação puderam pelo menos tirar partido do sistema de segurança social organizado pelo Estado, que substituiu a antiga assistência aos pobres. O novo sistema, no entanto, caracterizou-se por "testes mesquinhos de recursos sob uma burocracia social anônima" e por benefícios que apenas garantiam a existência a um nível de subsistência. Na breve fase de pico da recuperação económica geral e do optimismo económico, o seguro-desemprego foi introduzido em 1927. Em alguns aspectos, foi o “ponto alto da expansão social da República”, embora tenha beneficiado apenas uma parte da força de trabalho e não tenha coberto o desemprego permanente. Entretanto, o estado também introduziu um novo sistema de segurança social.

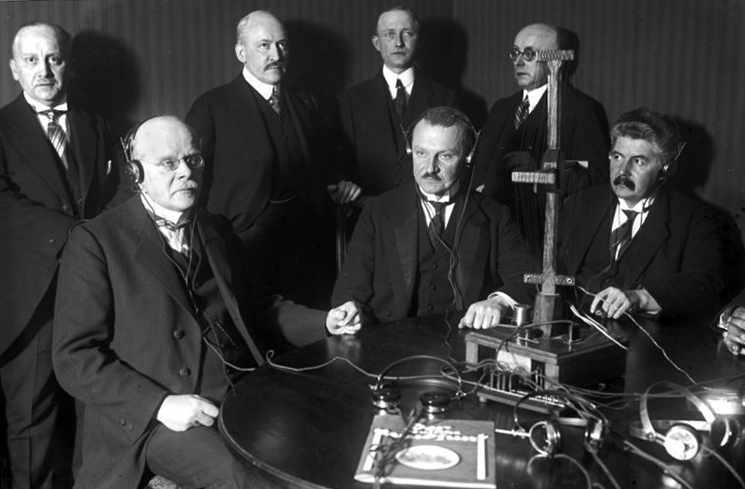
Transmissão de Natal do chanceler Wilhelm Marx, dezembro de 1923.

O sistema parlamentar da democracia de Weimar foi a expressão de um cenário partidário fortemente caracterizado e fragmentado por classes e meios sociais. Os membros do Reichstag, enquanto representantes dos interesses dos seus respectivos eleitorados, muitas vezes tinham limites estreitos na sua vontade de compromisso. Essa consciência de classe e de estatuto fazia parte do legado da era imperial e continuou a ter efeito, embora também tenha sido parcialmente remodelada por uma cultura de massa orientada para o consumo e o lazer que emergiu na década de 1920 e foi impulsionada pelas novas formas de comunicação social. discos, cinema e rádio. Pessoas de todas as classes e estratos iam ao cinema ou sentavam-se em frente ao rádio. A cultura de massa apontou na direção da democratização e foi interpretada pelos conservadores como um achatamento intelectual e um declínio de valores. As frentes de classe foram gradativamente suavizadas pela cultura de massa, marcando uma “sociedade de classes em transição”.

#### Sistema político instável
Após a morte do presidente do Reich, Ebert, no início de 1925, aos 54 anos, o candidato dos partidos que apoiavam a República, Wilhelm Marx, do Partido do Centro, foi derrotado no segundo turno das eleições presidenciais do Reich de 1925 pelo candidato do Partido do Centro. direita nacionalista, Paul von Hindenburg, 48,3% a 45,3%. Apesar do facto de Hindenburg ter declarado antecipadamente que pretendia ocupar o cargo de acordo com a Constituição de Weimar, o seu sucesso eleitoral mostrou até que ponto o país se tinha virado para a direita desde o início de Weimar com um presidente socialista.
As eleições para o Reichstag em maio de 1924 e dezembro de 1924 foram mais uma vez um fracasso para a Coligação de Weimar (SDP, DDP e Centro), que tinha começado tão confortavelmente em 1919 e que manteve a sua posição como um "baluarte da democracia" apenas na Prússia. Nas eleições de Maio, os parceiros da Coligação perderam um total de 13 assentos, enquanto o DNVP de direita e o KPD de esquerda obtiveram 82 assentos. Depois que o SPD deixou o gabinete de Gustav Stresemann em novembro de 1923 em protesto contra as execuções do Reich contra a Saxônia e a Turíngia, ele não participou novamente de um governo até junho de 1928. De 1924 a 1928, houve três chanceleres: Wilhelm Marx do partido de Centro (duas vezes), o apartidário Hans Luther e Hermann Müller do SPD. Ao todo havia sete gabinetes sob os três homens.

#### Política estrangeira

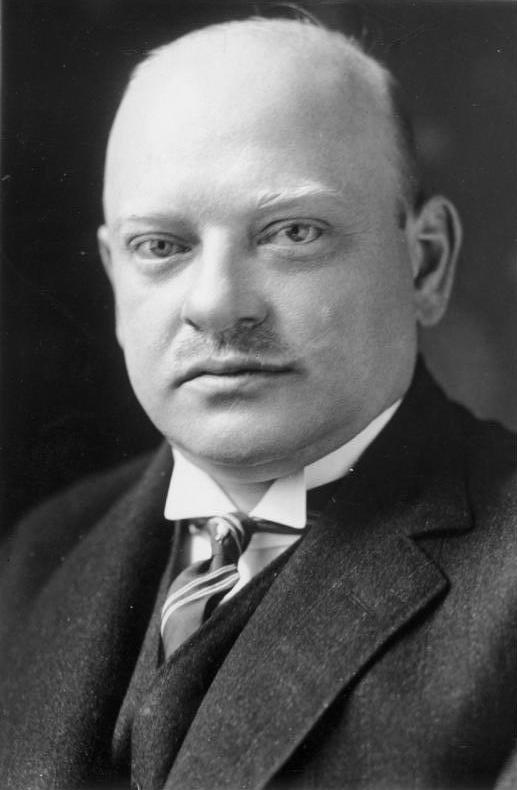
Gustav Stresemann, que foi chanceler do Reich em 1924 e ministro das Relações Exteriores de 1924 até sua morte em 1929.

Apesar das frequentes mudanças de pessoal na Chancelaria do Reich e nos gabinetes do governo entre 1923 e 1928, houve, no entanto, uma constante efetiva no Ministro das Relações Exteriores, Gustav Stresemann, do Partido Popular Alemão. Com a sua mudança de "monarquista do coração" para "republicano da razão", como ele próprio expressou, Stresemann exerceu uma influência estabilizadora no desenvolvimento político da República, não apenas como chanceler do Reich em 1923, mas durante todo o período. da sua participação no governo.
Procurou libertar-se das restrições do Tratado de Versalhes exclusivamente por meios pacíficos e através do entendimento mútuo, embora sem abandonar as intenções revisionistas de longo prazo, como a recuperação do território cedido à Polónia. Ele tomou a iniciativa dos Tratados de Locarno de 1925, que estabeleceram as fronteiras ocidentais da Alemanha, mas deixaram em aberto a questão das fronteiras orientais. Ao chegar a um entendimento com a França e garantir à Alemanha uma posição de igualdade na Liga das Nações em 1926, ele liderou a República de Weimar para sair do isolamento. A Alemanha assinou convenções de arbitragem com a França e a Bélgica e tratados de arbitragem com a Polônia e a Checoslováquia, comprometendo-se a submeter quaisquer litígios futuros a um tribunal arbitral ou ao Tribunal Permanente de Justiça Internacional. Como resultado do Plano Dawes, as tropas estrangeiras deixaram o Ruhr em 1925. Além disso, o Tratado de Berlim de 1926 garantiu que as relações com a União Soviética permanecessem desimpedidas. A partir de 1925 houve cooperação secreta e ilegal entre o Reichswehr e o Exército Vermelho. A Alemanha testou armas na União Soviética que foram proibidas pelo Tratado de Versalhes, incluindo aeronaves, tanques e gás venenoso.
Os efeitos favoráveis esperados dos Tratados de Locarno concretizaram-se, em certa medida. A primeira zona da Renânia foi desocupada em 1925, as relações económicas franco-alemãs foram expandidas através de acordos, e a Comissão Militar Inter-Aliada de Controlo, que monitorizava o desarmamento alemão, deixou a Alemanha em 1927. Em 1928, Stresemann desempenhou um importante papel de mediação entre os EUA e a França nas negociações do Pacto Kellogg-Briand, um acordo internacional de paz.
Depois que o cronograma completo de reparações no âmbito do Plano Dawes foi elaborado em 1928/29, novas negociações ocorreram. No Plano Young resultante, a questão do possível alívio foi combinada com um plano para a resolução final da questão das reparações. Em vez do pagamento anual de 2,5 mil milhões de Reichsmarks previsto no Plano Dawes, uma média de 2 mil milhões — inicialmente 1,7 mil milhões — deveriam ser pagos durante um período de 59 anos. Com a perspectiva do que se pensava ser um plano de reparação final, e tendo em conta a vontade da Alemanha de aceitar a responsabilidade até 1988, a França, em negociações paralelas, concedeu a retirada das tropas da Renânia ocupada cinco anos antes do que no âmbito do Tratado de Versalhes. Para a direita nacionalista na Alemanha, foi acima de tudo o fardo das reparações que se estendeu através de gerações que forneceu combustível de propaganda para a sua agitação contra a República de Weimar. O DNVP e o Partido Nazista realizaram um referendo contra o Plano Young, que falhou por uma grande margem devido à baixa participação, mas através dele os Nacional-Socialistas conseguiram usar a sua propaganda para chamar a atenção nacional para si e para deixar a sua marca no país. a margem direita do espectro partidário.

### Cultura

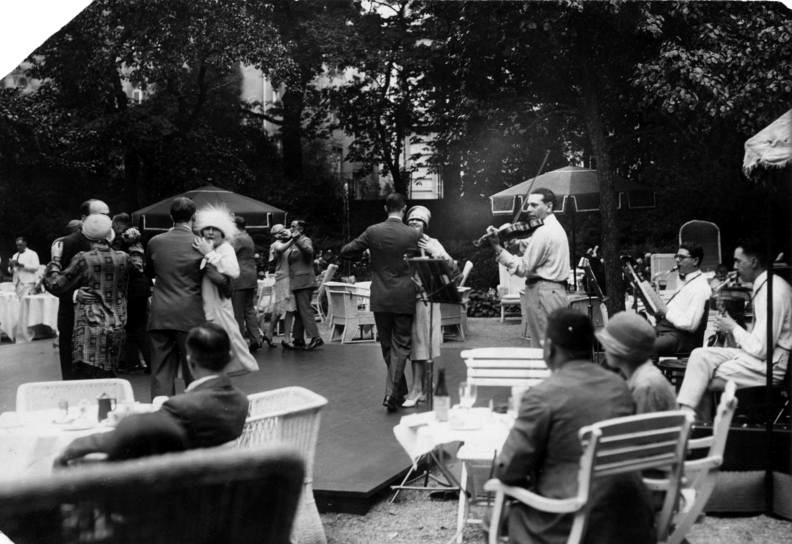
Os "Anos 20 Dourados" em Berlim: uma banda de jazz toca para um chá dançante no hotel Esplanade, 1926.

A década de 1920 viu um notável renascimento cultural na Alemanha. Durante a pior fase da hiperinflação, em 1923, as discotecas e bares estavam cheios de especuladores que gastavam os lucros diários para não perderem o valor no dia seguinte. Os intelectuais berlinenses responderam condenando os excessos do que consideravam capitalismo e exigindo mudanças revolucionárias no cenário cultural.
Influenciadas pela breve explosão cultural na União Soviética, a literatura, o cinema, o teatro e as obras musicais alemãs entraram numa fase de grande criatividade. O teatro de rua inovador trouxe peças ao público, e a cena do cabaré e as bandas de jazz tornaram-se muito populares. Segundo o clichê, as jovens modernas foram americanizadas, usando maquiagem, cabelos curtos, fumando e rompendo com os costumes tradicionais. A euforia que cercava Josephine Baker na metrópole de Berlim, por exemplo, onde ela foi declarada uma “deusa erótica” e em muitos aspectos admirada e respeitada, despertou novas sensações “ultramodernas” nas mentes do público alemão. A arte e um novo tipo de arquitetura ensinados nas escolas "Bauhaus" refletiam as novas ideias da época, com artistas como George Grosz sendo multados por difamar os militares e por blasfêmia. 
Os artistas em Berlim foram influenciados por outros movimentos culturais progressistas contemporâneos, como os pintores impressionistas e expressionistas de Paris, bem como os cubistas. Da mesma forma, os arquitetos progressistas americanos eram admirados. Muitos dos novos edifícios construídos durante esta época seguiram um estilo geométrico de linhas retas. Exemplos da nova arquitetura incluem o Edifício Bauhaus de Gropius, Grosses Schauspielhaus e a Torre Einstein.
Nem todos, porém, ficaram satisfeitos com as mudanças ocorridas na cultura de Weimar. Conservadores e reaccionários temiam que a Alemanha estivesse a trair os seus valores tradicionais ao adoptar estilos populares estrangeiros, especialmente aqueles que Hollywood estava a popularizar nos filmes americanos, enquanto Nova Iorque se tornava a capital global da moda. A Alemanha era mais susceptível à americanização, devido aos estreitos laços económicos provocados pelo plano Dawes.
Em 1929, três anos depois de receber o Prêmio Nobel da Paz de 1926, Stresemann morreu de ataque cardíaco aos 51 anos. Quando a Bolsa de Valores de Nova Iorque quebrou em outubro de 1929, os empréstimos americanos secaram e o declínio acentuado da economia alemã pôs fim abruptamente aos "anos 20 dourados".

### Política social sob Weimar
Uma ampla gama de reformas sociais progressistas foi realizada durante e após o período revolucionário. O Conselho Executivo dos Conselhos de Trabalhadores e Soldados, uma coligação que incluía social-democratas maioritários, social-democratas independentes, trabalhadores e soldados, introduziu a jornada de trabalho de oito horas, reintegrou trabalhadores desmobilizados, libertou prisioneiros políticos, aboliu a censura à imprensa, aumentou o número de trabalhadores ' benefícios de velhice, doença e desemprego e deu aos trabalhadores o direito irrestrito de se organizarem em sindicatos. Tornou-se mais difícil para as propriedades demitir trabalhadores e impedi-los de sair quando quisessem. Nos termos da Lei Provisória do Trabalho Agrícola de 23 de novembro de 1918, o prazo normal de aviso prévio para a administração e a maioria dos trabalhadores residentes foi fixado em seis semanas. Além disso, uma directiva complementar de dezembro de 1918 especificava que as trabalhadoras e as crianças tinham direito a um intervalo de quinze minutos se trabalhassem entre quatro e seis horas, trinta minutos para dias de trabalho com duração de seis a oito horas e uma hora para dias mais longos. Um decreto de 23 de dezembro de 1918 criou comissões (compostas por representantes dos trabalhadores "na sua relação com o empregador") para salvaguardar os direitos dos trabalhadores. Também foi estabelecido o direito de negociação coletiva, ao mesmo tempo que se tornou obrigatória “eleger comissões de trabalhadores nas propriedades e estabelecer comissões de conciliação”. Um decreto de 3 de fevereiro de 1919 retirou o direito dos empregadores de adquirir isenção para empregados domésticos e trabalhadores agrícolas. Em 1919, a legislação previa jornada máxima de 48 horas semanais, restrições ao trabalho noturno, meio feriado aos sábados e intervalo de trinta e seis horas de descanso contínuo durante a semana.
Com o decreto de 3 de fevereiro de 1919, o governo Ebert reintroduziu a estrutura original dos conselhos de seguro de saúde de acordo com uma lei de 1883, com um terço dos empregadores e dois terços dos trabalhadores. A partir de 28 de junho de 1919, as comissões de seguro saúde foram eleitas pelos próprios trabalhadores. Nesse mesmo ano, o seguro de saúde foi alargado a esposas e filhas sem rendimentos próprios, pessoas apenas parcialmente capazes de ter um emprego remunerado, pessoas empregadas em cooperativas privadas e pessoas empregadas em cooperativas públicas.
A Medida Provisória de janeiro de 1919 relativa às condições de trabalho agrícola fixou o máximo de 2 900 horas anuais, distribuídas em oito, dez e onze horas diárias em quadrimestres. Um código de janeiro de 1919 concedeu aos trabalhadores rurais os mesmos direitos legais de que gozavam os trabalhadores industriais, enquanto um projeto de lei ratificado no mesmo ano obrigava os estados a criar associações de assentamentos agrícolas que "eram dotadas do direito prioritário de compra de fazendas além de um tamanho especificado".
Uma série de reformas fiscais progressivas foram introduzidas sob os auspícios de Matthias Erzberger, incluindo aumentos nos impostos sobre o capital e um aumento na taxa mais elevada do imposto sobre o rendimento, de 4% para 60%. Ao abrigo de um decreto governamental de 3 de Fevereiro de 1919, o governo alemão atendeu à exigência das associações de veteranos de que toda a ajuda aos deficientes e aos seus dependentes fosse assumida pelo governo central (assumindo assim a responsabilidade por esta assistência) e alargada a em tempos de paz, a rede nacional de agências de assistência social estaduais e distritais que foi criada durante a guerra para coordenar os serviços sociais para viúvas e órfãos de guerra.
A Lei do Bem-Estar Juvenil de 1922 obrigou todos os municípios e estados a criar escritórios juvenis encarregados da proteção das crianças e também codificou o direito à educação para todas as crianças, enquanto leis foram aprovadas para regular os aluguéis e aumentar a proteção para os inquilinos em 1922 e 1923. A cobertura do seguro de saúde foi alargada a outras categorias da população durante a existência da República de Weimar, incluindo marinheiros, pessoas empregadas nos sectores educativo e de assistência social e todos os dependentes primários. Várias melhorias também foram feitas nos benefícios de desemprego, embora em junho de 1920 o valor máximo do subsídio de desemprego que uma família de quatro pessoas poderia receber em Berlim, 90 marcos, estivesse bem abaixo do custo mínimo de subsistência de 304 marcos.
Em 1923, o alívio ao desemprego foi consolidado num programa regular de assistência na sequência dos problemas económicos daquele ano. Em 1924, foi introduzido um moderno programa de assistência pública e, em 1925, o programa de seguro de acidentes foi reformado, permitindo que doenças associadas a determinados tipos de trabalho se tornassem riscos seguráveis. Além disso, um programa nacional de seguro-desemprego foi introduzido em 1927. A construção de moradias também foi bastante acelerada durante o período de Weimar, com mais de 2 milhões de novas casas construídas entre 1924 e 1931 e mais 195 mil modernizadas. 

### Crise renovada e declínio (1930-1933)

#### Início da Grande Depressão

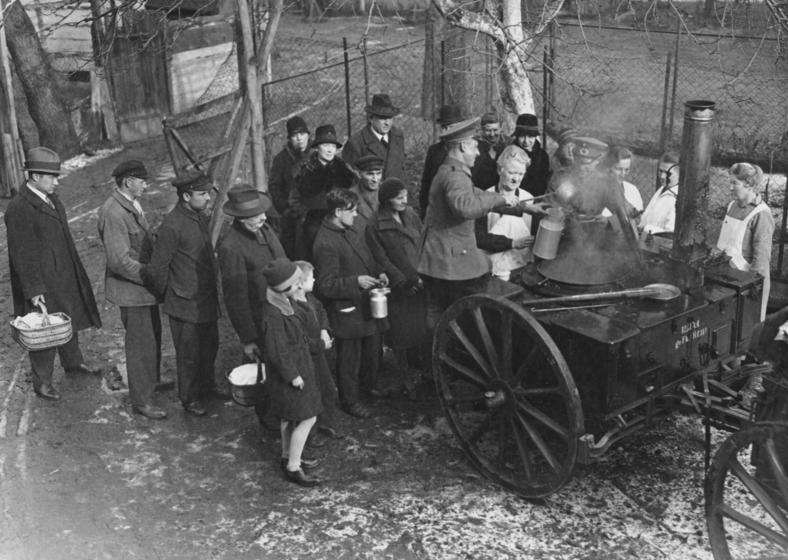
Tropas do exército alemão alimentando os pobres em Berlim, 1931.

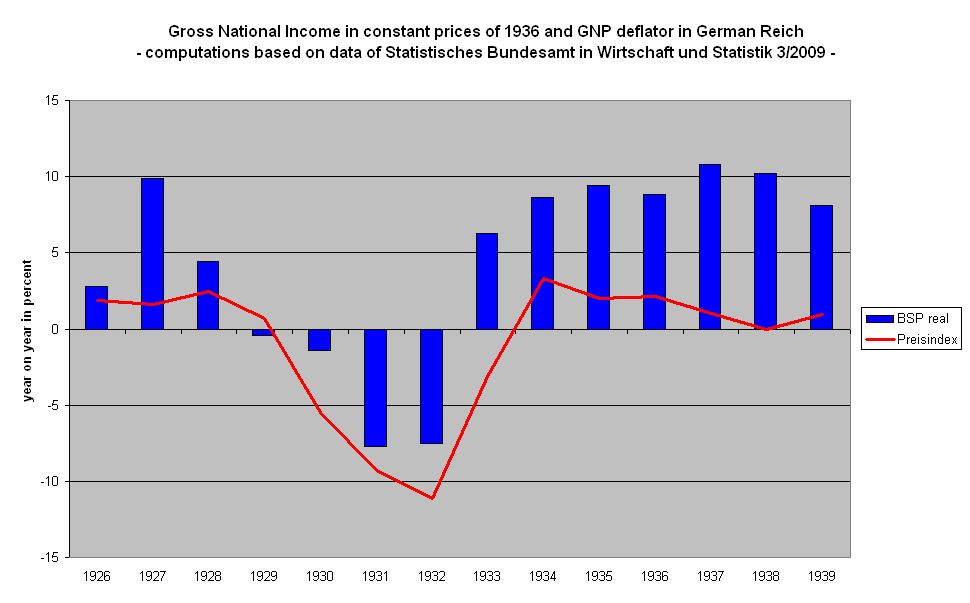
Produto nacional bruto (ajustado pela inflação) e índice de preços na Alemanha, 1926 — 1936. O período entre 1930 e 1932 é marcado por severa deflação e recessão.

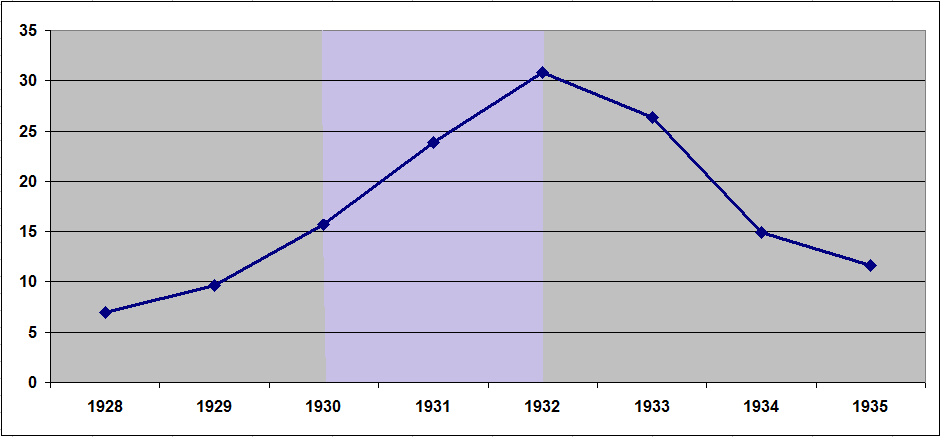
Taxa de desemprego na Alemanha entre 1928 e 1935. Durante a política de deflação de Brüning (marcada em roxo), a taxa de desemprego disparou de 15,7% em 1930 para 30,8% em 1932.

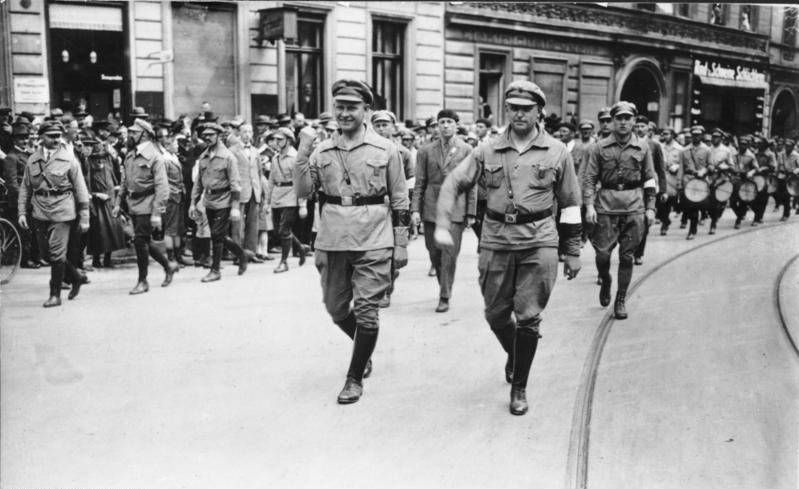
O líder do Partido Comunista (KPD), Ernst Thälmann (pessoa em primeiro plano com o punho cerrado erguido) e membros da Roter Frontkämpferbund (RFB) marchando por Berlin-Wedding, 1927.

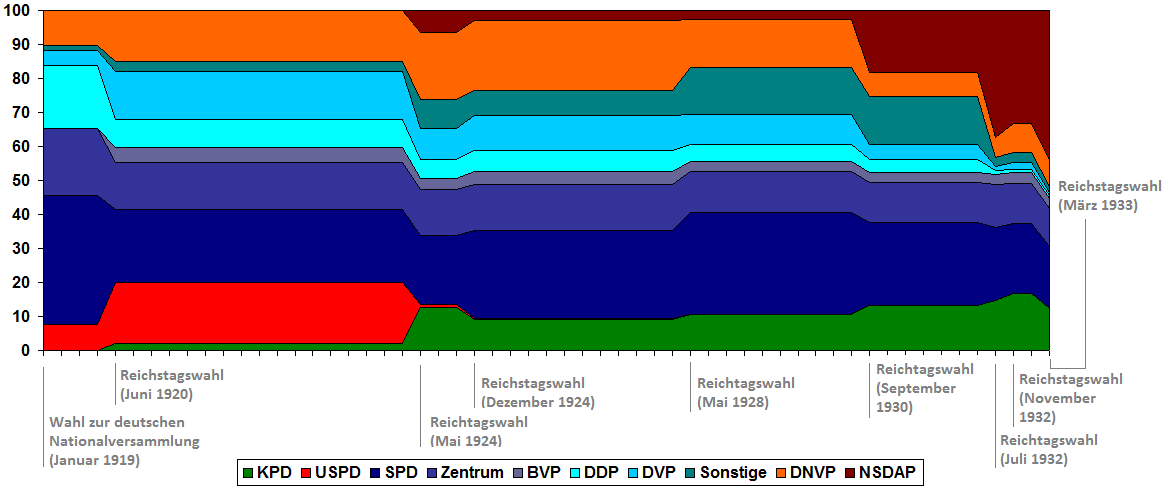
Resultados das eleições federais de 1919–1933: o Partido Comunista (KPD) (verde) e o Partido Nazista (NSDAP) (marrom) eram inimigos radicais da República de Weimar. O aumento do desemprego durante a Grande Depressão levou à radicalização de muitos eleitores. O Partido Nazista passou de 3% do total de votos em 1928 para 44% em 1933, enquanto o DNVP (laranja) perdeu a sua ala conservadora e posteriormente juntou-se à oposição radical em 1929.

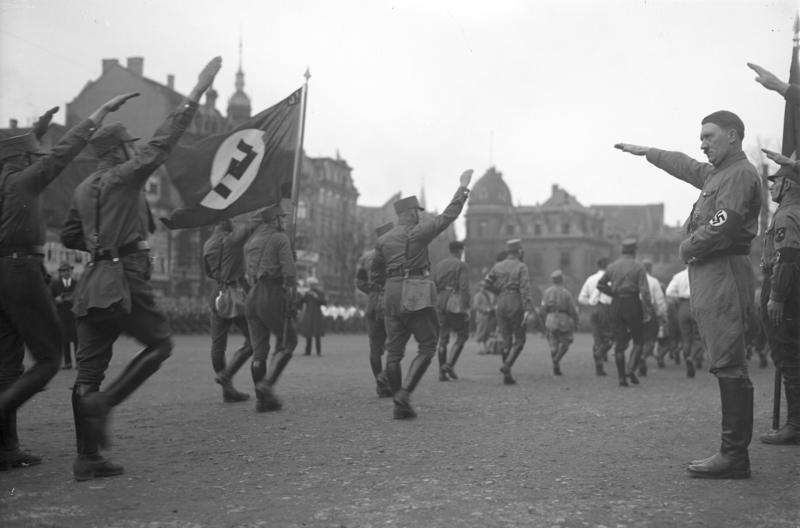
O líder do Partido Nazista (NSDAP), Adolf Hitler, saudando os membros do Sturmabteilung em Brunswick, Baixa Saxônia, 1932.

Em 1929, o início da Grande Depressão produziu um grave choque económico na Alemanha, que foi agravado pela crise bancária europeia de 1931. A frágil economia da Alemanha foi sustentada pela concessão de empréstimos através do Plano Dawes (1924) e do Plano Young (1929). Quando os bancos americanos retiraram a sua linha de crédito às empresas alemãs, o rápido aumento do desemprego não pôde ser controlado por medidas econômicas convencionais. Depois disso, o desemprego cresceu dramaticamente, para 4 milhões em 1930, e nas eleições para o Reichstag em Setembro de 1930, o Partido Nacional-Socialista dos Trabalhadores Alemães (NSDAP), até então um partido menor de extrema-direita, aumentou a sua quota de votos para 19%, tornando-se o segundo maior partido da Alemanha, enquanto o Partido Comunista da Alemanha (KPD) ganhou 23 assentos. A mudança para os extremos políticos tornou cada vez mais impraticável o instável sistema de coligação através do qual todos os chanceleres de Weimar governaram. Os últimos anos da República de Weimar foram marcados por uma instabilidade política ainda mais sistémica do que nos anos anteriores e a violência política aumentou. Quatro chanceleres (Heinrich Brüning, Franz von Papen, Kurt von Schleicher) e, de 30 de janeiro a 23 de março de 1933, Adolf Hitler, governaram através de decreto presidencial em vez de consulta parlamentar. Tornou efectivamente o Parlamento impotente como meio de impor controles e equilíbrios constitucionais.

#### Brüning e o primeiro gabinete presidencial (1930-1932)
Em 29 de março de 1930, por instigação do General Kurt von Schleicher, o Presidente Paul von Hindenburg nomeou o especialista financeiro Heinrich Brüning como sucessor de Hermann Müller (SPD), cuja coligação de cinco partidos se desintegrou em 27 de março sobre como financiar o aumento dos custos do subsídio de desemprego. Esperava-se que o novo governo liderasse uma mudança política em direção ao conservadorismo.
Como Brüning não tinha apoio maioritário no Reichstag, tornou-se, através do uso dos poderes de emergência concedidos ao presidente do Reich pelo artigo 48.º da constituição, o primeiro chanceler de Weimar a operar independentemente do parlamento. Depois que um projeto de lei para reformar as finanças da Alemanha foi contestado pelo Reichstag, ele foi transformado em decreto de emergência por Hindenburg. Em 18 de julho, como resultado da oposição do SPD, KPD, DNVP e do pequeno contingente de membros do NSDAP, o Reichstag rejeitou novamente o projeto por uma pequena margem. Imediatamente depois, Brüning apresentou um decreto do Presidente para dissolver o Reichstag. As consequentes eleições gerais de 14 de setembro resultaram numa enorme mudança política dentro do Reichstag: 18,3% dos votos foram para o NSDAP, cinco vezes a percentagem que tinha ganho em 1928. Como resultado, já não era possível, mesmo com uma grande coligação, formar uma maioria pró-republicana que excluísse o KPD, o DNVP e o NSDAP. A situação levou a um aumento no número de manifestações públicas e de casos de violência paramilitar organizados pelo NSDAP.
Entre 1930 e 1932, Brüning promulgou uma política de deflação e cortes drásticos nas despesas do Estado. Entre outras medidas, suspendeu completamente todos os pagamentos públicos obrigatórios ao programa de seguro-desemprego introduzido em 1927, resultando em contribuições mais elevadas dos trabalhadores e em menos benefícios para os desempregados. Os benefícios para os doentes, inválidos e pensionistas também foram drasticamente reduzidos. Ele desencadeou uma desvalorização interna deflacionária ao forçar a economia a reduzir preços, rendas, salários e vencimentos em 20%, uma vez que o Plano Young não permitia a desvalorização do Reichsmark.
No final de 1931, Hindenburg e Schleicher começaram a considerar abandonar Brüning em favor de acomodar Alfred Hugenberg do DNVP e Adolf Hitler. Em 30 de maio de 1932, Brüning finalmente perdeu o apoio de Hindenburg na questão da Ajuda Oriental e renunciou ao cargo de chanceler.
O consenso hoje é que as políticas de Brüning exacerbaram a crise económica alemã e a crescente frustração da população com a democracia, contribuindo consideravelmente para o aumento do apoio ao NSDAP de Hitler.

#### Gabinete Papen
Hindenburg então nomeou Franz von Papen como o novo chanceler. Ele estava intimamente associado às classes industriais, proprietárias de terras e aos militares. O general Kurt von Schleicher — que se tornou ministro do Reichswehr – escolheu a dedo os membros do gabinete Papen, que ficou conhecido como o “Gabinete dos Barões”. Continuou a governar por decreto presidencial, assim como os gabinetes de Brüning.
Em 16 de Junho, Papen levantou a proibição das Sturmabteilung (SA) e Schutzstaffel (SS)  nazistas que tinham sido impostas em 13 de abril sob o governo de Brüning. Usando como pretexto a violência política que ocorreu durante a campanha eleitoral para o Reichstag, ele derrubou o governo de coalizão da Prússia liderado pelo SPD no golpe de estado prussiano (Preußenschlag) de 20 de julho. Por decreto de emergência, ele se declarou Comissário do Reich (Reichskommissar) da Prússia, um passo que enfraqueceu ainda mais a democracia da República de Weimar.

#### Eleições de julho de 1932
Por acordo prévio com Hindenburg e Hitler, Papen dissolveu o Reichstag em 4 de junho de 1932 e convocou novas eleições na esperança de que o Partido Nazista ganhasse o maior número de assentos e lhe permitisse estabelecer um governo autoritário. As eleições gerais de 31 de julho de 1932 renderam grandes ganhos para o Partido Comunista e os nazistas, que obtiveram 37,3% dos votos, o seu ponto alto em eleições livres. O partido nazista suplantou os social-democratas como o maior partido do Reichstag, embora não tenha obtido a maioria.
A questão imediata era qual o papel que o Partido Nazista desempenharia no governo do país. Hitler recusou um ministério sob Papen e exigiu a chancelaria para si, mas foi rejeitado por Hindenburg em 13 de agosto de 1932. Como ainda não havia maioria no Reichstag para qualquer governo, o Reichstag foi novamente dissolvido e as eleições ocorreram na esperança de que resultasse uma maioria estável.

#### Gabinete Schleicher
As eleições de 6 de Novembro de 1932 renderam 33% para os nazistas, dois milhões de eleitores a menos do que nas eleições anteriores. Kurt von Schleicher forçou Franz von Papen a renunciar e ele próprio sucedeu Papen como chanceler em 3 de dezembro. Schleicher, um oficial reformado do exército, desenvolveu-se numa atmosfera de semiobscuridade e intriga que englobava a política militar republicana. Ele esteve durante anos no campo daqueles que apoiavam a contrarrevolução conservadora. O plano ousado e mal sucedido de Schleicher era construir uma maioria no Reichstag unindo as alas esquerdas sindicais dos vários partidos, incluindo a dos nazistas liderada por Gregor Strasser. Esta política também não teve sucesso.

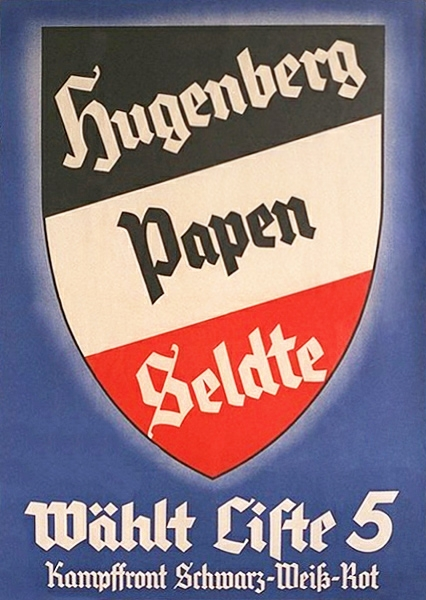
Cartaz da coalizão nacionalista "Preto-Branco-Vermelho" de Alfred Hugenberg (líder do DNVP), Franz von Papen e Franz Seldte.

Neste breve intervalo da Ditadura Presidencial, Schleicher assumiu o papel de “General Socialista” e iniciou relações com os Sindicatos Cristãos, a relativamente esquerda do Partido Nazista, e até com os Social-democratas. Schleicher planejou uma espécie de governo trabalhista sob seu comando. Mas os oficiais do Reichswehr não estavam preparados para isso, a classe trabalhadora tinha uma desconfiança natural nos seus futuros aliados e os grandes capitalistas e proprietários de terras também não gostaram dos planos.
Hitler soube por Papen que o general não havia recebido de Hindenburg a autoridade para abolir o parlamento do Reichstag, ao passo que qualquer maioria de assentos o recebeu. O gabinete (de acordo com uma interpretação anterior do Artigo 48) governou sem um Reichstag em exercício, que só poderia votar pela sua própria dissolução. Hitler também aprendeu que todas as dívidas nazistas do passado seriam saldadas pelas grandes empresas alemãs.
Em 22 de Janeiro, os esforços de Hitler para persuadir Oskar von Hindenburg, filho e confidente do Presidente, incluíram ameaças de apresentar acusações criminais por irregularidades na tributação de bens na propriedade do Presidente em Neudeck; embora 20 km2 extras logo tenham sido atribuídos à propriedade de Hindenburg. Superado por Papen e Hitler nos planos para o novo gabinete, e tendo perdido a confiança de Hindenburg, Schleicher pediu novas eleições. Em 28 de janeiro, Papen descreveu Hitler a Paul von Hindenburg como apenas uma parte minoritária de um governo alternativo organizado por Papen. Os quatro grandes movimentos políticos, o SPD, os Comunistas, o Centro e os Nazistas estavam na oposição.
Em 29 de janeiro, Hitler e Papen frustraram uma ameaça de última hora de uma tomada de poder do Reichswehr oficialmente sancionada e, em 30 de janeiro de 1933, Hindenburg aceitou a nova coalizão Papen-Nacionalista-Hitler, com os nazistas detendo apenas três dos onze assentos do Gabinete: Hitler como Chanceler, Wilhelm Frick como Ministro do Interior e Hermann Göring como Ministro Sem Pasta. Mais tarde naquele dia, a primeira reunião de gabinete contou com a presença de apenas dois partidos políticos, representando uma minoria no Reichstag: Os Nazistas e o Partido Popular Nacional Alemão (DNVP), liderado por Alfred Hugenberg, com 196 e 52 assentos respectivamente. De olho nos 70 assentos do Partido do Centro Católico (mais 20 no BVP), Hitler recusou as exigências do seu líder de "concessões" constitucionais (no valor de protecção) e planeou a dissolução do Reichstag.
Hindenburg, apesar das suas dúvidas sobre os objectivos dos nazis e sobre Hitler como personalidade, concordou relutantemente com a teoria de Papen de que, com o apoio popular nazi em declínio, Hitler poderia agora ser controlado como Chanceler. Esta data, apelidada pelos nazistas de Machtergreifung (tomada do poder), é comumente vista como o início da Alemanha Nazista.

### Fim da República de Weimar

#### Chancelaria de Hitler (1933)
Hitler tomou posse como chanceler na manhã de 30 de janeiro de 1933, no que alguns observadores mais tarde descreveram como uma cerimônia breve e indiferente. No início de fevereiro, apenas uma semana após a posse da chancelaria por Hitler, o governo começou a reprimir a oposição. As reuniões dos partidos de esquerda foram proibidas e mesmo alguns dos partidos moderados encontraram os seus membros ameaçados e agredidos. Medidas com aparência de legalidade suprimiram o Partido Comunista em meados de fevereiro e incluíram as detenções manifestamente ilegais de deputados do Reichstag.
Em 27 de fevereiro de 1933, o Reichtstag foi totalmente incendiado, o que foi atribuído a um incêndio criminoso perpetrado pelo comunista de conselhos holandês Marinus van der Lubbe. No entanto, em 2019, foi descoberta uma declaração que havia sido ocultada por um proeminente historiador alemão da era nazista. No depoimento da década de 1950, um ex-membro da unidade paramilitar SA dos nazistas jurou que, na noite do incêndio do Reichstag, fazia parte de um grupo SA que levou Van der Lubbe de uma enfermaria para o Reichstag, onde notaram " um cheiro estranho de queimado e havia nuvens de fumaça subindo pelas salas". O incêndio já iniciado quando der Lubbe foi levado à força pelas SA, bem como o uso imediato do evento pelo governo nazista para tomar o poder, levou muitos historiadores contemporâneos a validar que as SA desempenharam um papel no incêndio criminoso, como um ataque de bandeira falsa. Hitler culpou o KPD pelo incêndio (embora Van der Lubbe não fosse membro do partido) e convenceu Hindenburg a emitir o Decreto de Incêndio do Reichstag no dia seguinte. O decreto invocou o artigo 48.º da Constituição de Weimar e "suspendeu indefinidamente" uma série de protecções constitucionais das liberdades civis, permitindo ao governo nazi tomar medidas rápidas contra reuniões políticas, prendendo e matando os comunistas.
Hitler e os nazis exploraram as instalações de radiodifusão e aviação do Estado alemão numa tentativa massiva de influenciar o eleitorado, mas esta eleição rendeu uma escassa maioria de 16 assentos para a coligação NSDAP-DNVP. Nas eleições para o Reichstag, realizadas em 5 de março de 1933, o NSDAP obteve 17 milhões de votos. Os votos comunistas, sociais-democratas e do centro católico permaneceram firmes. Esta foi a última eleição multipartidária da República de Weimar e a última eleição multipartidária totalmente alemã em 57 anos.
Hitler dirigiu-se a grupos de interesses díspares, sublinhando a necessidade de uma solução definitiva para a instabilidade perpétua da República de Weimar. Ele agora culpava os comunistas pelos problemas da Alemanha, ameaçando mesmo as suas vidas em 3 de março. O ex-chanceler Heinrich Brüning proclamou que o seu Partido do Centro resistiria a qualquer mudança constitucional e apelou ao presidente para uma investigação do incêndio do Reichstag. O plano bem-sucedido de Hitler foi induzir o que restava do Reichstag, agora esgotado pelos comunistas, a conceder-lhe, e ao governo, autoridade para emitir decretos com força de lei. A até então Ditadura Presidencial deveria assumir uma nova forma jurídica.
Em 15 de março, a primeira reunião de gabinete contou com a presença dos dois partidos da coligação, representando uma minoria no Reichstag: Os Nazistas e o DNVP liderado por Alfred Hugenberg (288+52 assentos). De acordo com os Julgamentos de Nuremberga, a primeira ordem de trabalhos desta reunião de gabinete foi como finalmente alcançar a contrarrevolução completa através da Lei de Concessão constitucionalmente permitida, exigindo uma maioria parlamentar de 66%. Esta Lei conduziria, e conduziu, Hitler e o NSDAP ao seu objectivo de poderes ditatoriais irrestritos.

#### Reunião do gabinete de Hitler em meados de março
Na reunião de gabinete de 15 de março, Hitler apresentou a Lei de Concessão, que teria autorizado o gabinete a promulgar legislação sem a aprovação do Reichstag . Entretanto, a única questão que restava aos nazis era se o Partido do Centro Católico apoiaria a Lei de Habilitação no Reichstag, proporcionando assim a 2⁄3 maioria para ratificar uma lei que alterou a constituição. Hitler expressou sua confiança em conquistar os votos do centro. Hitler é registado nos Julgamentos de Nuremberga como tendo certeza de uma eventual capitulação do Partido de Centro da Alemanha e rejeitando assim as sugestões do DNVP para "equilibrar" a maioria através de novas detenções, desta vez de social-democratas. Hitler, no entanto, garantiu aos seus parceiros de coligação que as detenções seriam retomadas após as eleições e, de facto, cerca de 26 social-democratas do SPD foram fisicamente removidos. Depois de se reunir diariamente com o líder do Centro, Monsenhor Ludwig Kaas, e outros líderes sindicais do Centro e de lhes negar uma participação substancial no governo, a negociação foi bem-sucedida no que diz respeito às garantias para os funcionários públicos católicos e às questões de educação.
Na última reunião interna do Centro antes do debate sobre a Lei de Habilitação, Kaas não expressou nenhuma preferência ou sugestão sobre a votação, mas como forma de apaziguar a oposição dos membros do Centro à concessão de mais poderes a Hitler, Kaas de alguma forma providenciou uma carta de garantia constitucional do próprio Hitler antes de votar com o centro em bloco a favor da Lei de Concessão. Esta garantia acabou por não ser dada. Kaas, presidente do partido desde 1928, tinha fortes ligações com o Secretário de Estado do Vaticano, mais tarde Papa Pio XII. Em troca de prometer o seu apoio ao acto, Kaas usaria as suas ligações com o Vaticano para preparar e redigir o tão desejado Reichskonkordat da Santa Sé com a Alemanha (só possível com a cooperação dos nazistas).
Ludwig Kaas é considerado junto com Papen como uma das duas figuras políticas mais importantes na criação do regime nazista.

#### Habilitando negociações da Lei
Em 20 de março, começaram as negociações entre Hitler e Frick, de um lado, e os líderes do Partido do Centro Católico (Zentrum) — Kaas, Stegerwald e Hackelsburger, do outro. O objectivo era definir as condições sob as quais o Centro votaria a favor da Lei de Habilitação. Devido à estreita maioria dos nazistas no Reichstag, o apoio do Centro foi necessário para receber a maioria de votos necessária de dois terços. No dia 22 de março, as negociações foram concluídas; Hitler prometeu continuar a existência dos estados alemães, concordou em não usar a nova concessão de poder para mudar a constituição e prometeu manter os membros do Zentrum no serviço público. Hitler também se comprometeu a proteger as escolas confessionais católicas e a respeitar as concordatas assinadas entre a Santa Sé e a Baviera (1924), a Prússia (1929) e Baden (1931). Hitler também concordou em mencionar estas promessas no seu discurso no Reichstag antes da votação da Lei de Habilitação.
A abertura cerimonial do Reichstag em 21 de março foi realizada na Igreja Garrison em Potsdam, um santuário do prussianismo, na presença de muitos proprietários de terras Junker e representantes da casta militar imperial. Este espectáculo impressionante e muitas vezes emocionante — orquestrado por Joseph Goebbels — pretendia ligar o governo de Hitler ao passado imperial da Alemanha e retratar o nazismo como um garante do futuro da nação. A cerimónia ajudou a convencer a elite militar prussiana da "velha guarda" da homenagem de Hitler à sua longa tradição e, por sua vez, produziu a visão relativamente convincente de que o governo de Hitler tinha o apoio do protector tradicional da Alemanha — o Exército. Esse apoio sinalizaria publicamente um regresso ao conservadorismo para travar os problemas que afectam a República de Weimar, e que a estabilidade poderia estar próxima. Num movimento cínico e politicamente hábil, Hitler curvou-se com humildade aparentemente respeitosa perante o presidente e marechal de campo Hindenburg.

#### Aprovação da Lei de Concessão de Plenos Poderes
O Reichstag reuniu-se em 23 de março de 1933 na Kroll Opera House e, na abertura do meio-dia, Hitler fez um discurso histórico, parecendo exteriormente calmo e conciliador. Hitler apresentou uma perspectiva atraente de respeito pelo Cristianismo ao prestar homenagem às religiões cristãs como "elementos essenciais para salvaguardar a alma do povo alemão". Prometeu respeitar os seus direitos e declarou que a “ambição do seu governo é um acordo pacífico entre a Igreja e o Estado” e que espera “melhorar [as suas] relações amistosas com a Santa Sé”. Este discurso visava especialmente o futuro reconhecimento pela Santa Sé e, portanto, os votos do Partido do Centro, abordando muitas preocupações que Kaas tinha manifestado durante as conversações anteriores. Considera-se que Kaas participou, portanto, na redação do discurso. Kaas também teria expressado o desejo da Santa Sé de que Hitler fosse um baluarte contra o niilismo russo ateísta, já em maio de 1932.
Hitler prometeu que a Lei não ameaçava a existência nem do Reichstag nem do Reichsrat, que a autoridade do Presidente permaneceria intocada e que os Länder não seriam abolidos. Durante um adiamento, as outras partes (nomeadamente o centro) reuniram-se para discutir as suas intenções.
No debate anterior à votação da Lei de Habilitação, Hitler orquestrou toda a ameaça política das suas forças paramilitares, como a Sturmabteilung nas ruas, para intimidar os relutantes deputados do Reichstag a aprovarem a Lei de Habilitação. Os 81 assentos dos comunistas estavam vazios desde o Decreto do Incêndio do Reichstag e outras medidas processuais menos conhecidas, excluindo assim os seus antecipados votos "Não" da votação. Otto Wels, o líder dos sociais-democratas, cujos assentos foram igualmente reduzidos de 120 para menos de 100, foi o único orador a defender a democracia e num esforço fútil mas corajoso para negar a Hitler os 2⁄3, fez um discurso crítico ao abandono da democracia à ditadura. Com isso, Hitler não conseguiu mais conter sua ira.
Na sua réplica a Wels, Hitler abandonou a anterior pretensão de ser um estadista calmo e proferiu uma diatribe gritante característica, prometendo exterminar todos os comunistas na Alemanha e ameaçando também os social-democratas de Wels. Ele nem queria o apoio deles ao projeto. “A Alemanha ficará livre, mas não através de vocês”, gritou ele. Enquanto isso, a garantia escrita prometida por Hitler ao Monsenhor Kaas estava sendo datilografada, foi afirmada a Kaas e, assim, Kaas foi persuadido a entregar silenciosamente os votos do bloco de centro para a Lei de Habilitação de qualquer maneira. A Lei — formalmente intitulada "Lei para a Remoção da Angústia do Povo e do Reich" — foi aprovada por 444 votos a 94. Apenas o SPD votou contra a lei. Todos os outros membros do Reichstag, sejam do maior ou do menor partido, votaram a favor da lei. Entrou em vigor no dia seguinte, 24 de março.

#### Consequências
A aprovação da Lei de Concessão de Plenos Poderes de 1933 é amplamente considerada como um marco do fim da República de Weimar e do início da era nazista. Autorizou o gabinete a legislar sem a aprovação do Reichstag ou do Presidente e a promulgar leis que fossem contrárias à constituição. Antes das eleições de março de 1933, Hitler persuadiu Hindenburg a promulgar o Decreto de Incêndio do Reichstag usando o Artigo 48, que autorizava o governo a restringir "os direitos de habeas corpus […] a liberdade de imprensa, a liberdade de organização e reunião, o privacidade das comunicações postais, telegráficas e telefônicas" e mandados de busca e apreensão legalizados e confisco "além dos limites legais prescritos de outra forma". O objetivo era impedir qualquer ação contra o governo por parte dos comunistas. Hitler utilizou as disposições da Lei de Habilitação para prevenir uma possível oposição à sua ditadura proveniente de outras fontes, nas quais teve maior sucesso: nos meses que se seguiram à aprovação da Lei de Habilitação, todos os partidos alemães, excepto o NSDAP, foram banidos ou forçados a dissolveram-se, todos os sindicatos foram dissolvidos e todos os meios de comunicação foram colocados sob o controle do Ministério do Esclarecimento Público e Propaganda do Reich (com exceção parcial do Frankfurter Zeitung). O Reichstag foi então dissolvido por Hindenburg e uma eleição rápida de partido único foi convocada em novembro de 1933, dando ao NSDAP o controle total da câmara.
A constituição de 1919 nunca foi formalmente revogada, mas a Lei de Habilitação significou que era letra morta. O Reichstag foi efetivamente eliminado como ator ativo na política alemã. Reuniu-se apenas esporadicamente até o final da Segunda Guerra Mundial, não realizou debates e promulgou apenas algumas leis; para todos os efeitos, foi reduzido a um mero palco para os discursos de Hitler. A outra câmara do parlamento alemão (o Reichsrat) foi oficialmente abolida em 14 de fevereiro de 1934 pela “Lei sobre a Abolição do Reichsrat”; esta decisão violava claramente a Lei de Habilitação, que estipulava que quaisquer leis aprovadas sob a sua autoridade não poderiam afectar as instituições de nenhuma das câmaras. Por esta altura, porém, os nazis tinham-se tornado lei para si próprios e estas ações nunca foram contestadas em tribunal.
Em 2 de agosto de 1934, Hindenburg morreu de câncer de pulmão, eliminando assim qualquer obstáculo remanescente ao domínio total nazista; um dia antes de sua morte, o Gabinete de Hitler aprovou a "Lei Relativa ao Chefe de Estado do Reich Alemão" que transferiu os poderes do Presidente após sua morte, inclusive como Comandante Supremo das Forças Armadas, para o novo posto de " Führer e Reich Chanceler", dando a Hitler o poder completo sobre todo o Reich, sem qualquer possibilidade de freios e contrapesos. Esta ação foi posteriormente ratificada por um referendo altamente antidemocrático. Isto, juntamente com a remilitarização da Renânia em 1936, derrubou os últimos vestígios da República de Weimar.

## Razões para o fracasso
As razões do colapso da República de Weimar são objecto de debate contínuo. Pode ter estado condenado desde o início, uma vez que até os moderados não gostavam dele e os extremistas tanto da esquerda como da direita o detestavam, uma situação muitas vezes referida como uma “democracia sem democratas”. A Alemanha tinha tradições democráticas limitadas e a democracia de Weimar era amplamente vista como caótica. Como os políticos de Weimar foram responsabilizados pelo Dolchstoß ("facada nas costas"), uma teoria amplamente aceita de que a rendição da Alemanha na Primeira Guerra Mundial tinha sido um ato desnecessário de traidores, a legitimidade popular do governo estava instável. chão. À medida que a legislação parlamentar normal foi interrompida e substituída por volta de 1930 por uma série de decretos de emergência, a diminuição da legitimidade popular do governo levou ainda mais os eleitores a partidos extremistas.
Nenhuma razão pode explicar o fracasso da República de Weimar. As causas mais comumente afirmadas podem ser agrupadas em três categorias: problemas económicos, problemas institucionais e os papéis de indivíduos específicos.

### Problemas econômicos
A República de Weimar teve alguns dos problemas econômicos mais graves alguma vez vividos por qualquer democracia ocidental na história. A hiperinflação desenfreada, o desemprego massivo e uma grande queda nos padrões de vida foram os factores primários. De 1923 a 1929, houve um curto período de recuperação económica, mas a Grande Depressão da década de 1930 levou a uma recessão mundial. A Alemanha foi particularmente afectada porque dependia fortemente de empréstimos americanos. Isto tornou-se evidente quando os partidos políticos, tanto de direita como de esquerda, quiseram dissolver completamente a República, tornando impossível qualquer maioria democrática no Parlamento.
A República de Weimar foi severamente afetada pela Grande Depressão. A estagnação económica levou a exigências crescentes à Alemanha para pagar as dívidas aos Estados Unidos. Em 1926, cerca de 2 milhões de alemães estavam desempregados, número que aumentou para cerca de 6 milhões em 1932, com muitos culpando a República de Weimar. Como a República de Weimar foi muito frágil ao longo da sua existência, a depressão foi devastadora e desempenhou um papel importante na tomada de poder nazista.
A maioria dos alemães pensava que o Tratado de Versalhes era um documento punitivo e degradante porque os forçava a entregar áreas ricas em recursos e a pagar enormes quantias de compensação. As reparações punitivas causaram consternação e ressentimento, mas os danos económicos reais resultantes do Tratado de Versalhes são difíceis de determinar. Embora as reparações oficiais fossem consideráveis, a Alemanha acabou por pagar apenas uma fracção delas. No entanto, as reparações prejudicaram a economia alemã ao desencorajarem os empréstimos de mercado, o que forçou o governo de Weimar a financiar o seu défice através da impressão de mais moeda, causando uma hiperinflação desenfreada. No início de 1920, 50 marcos equivaliam a um dólar americano. No final de 1923, um dólar americano equivalia a 4 200 000 000 000 marcos.
Além disso, a rápida desintegração da Alemanha em 1919 pelo regresso de um exército desiludido, a rápida mudança da possível vitória em 1918 do Tratado de Brest-Litovsk para a derrota em 1919 com o Tratado de Versalhes, e o caos político podem ter levado ao nacionalismo extremo. O historiador de Princeton, Harold James, argumenta que havia uma ligação clara entre o declínio económico e as pessoas que se voltavam para políticas extremistas.

### Problemas institucionais
É amplamente aceito que a constituição de 1919 tinha vários pontos fracos, tornando provável o eventual estabelecimento de uma ditadura, mas não se sabe se uma constituição diferente poderia ter evitado a ascensão do partido nazista. No entanto, a constituição da Alemanha Ocidental de 1949 (a Lei Básica da República Federal da Alemanha) é geralmente vista como uma forte resposta a estas falhas.
- A instituição do Reichspräsident foi frequentemente considerada como um Ersatzkaiser ("imperador substituto"), uma tentativa de substituir os imperadores por uma instituição igualmente forte destinada a diminuir a política partidária. O artigo 48.º da Constituição conferia ao Presidente o poder de “tomar todas as medidas necessárias” se “a ordem e a segurança públicas forem gravemente perturbadas ou ameaçadas”. Embora pretendesse ser uma cláusula de emergência, foi frequentemente utilizada antes de 1933 para emitir decretos sem o apoio do Parlamento (ver acima) e também facilitou a Gleichschaltung.
- Durante a República de Weimar, aceitou-se que uma lei não tinha de se conformar à constituição desde que tivesse o apoio de dois terços do parlamento, a mesma maioria necessária para alterar a constituição (verfassungsdurchbrechende Gesetze). Esse foi um precedente para a Lei de Concessão de Plenos Poderes de 1933. A Lei Básica de 1949 exige uma mudança explícita de redação e proíbe a abolição dos direitos básicos ou da estrutura federal da república.
- A utilização de uma representação proporcional sem grandes limiares significava que um partido com um pequeno apoio poderia obter entrada no Reichstag. Isso levou muitos partidos pequenos, alguns extremistas, a construir bases políticas dentro do sistema, e dificultou a formação e manutenção de um governo de coligação estável, contribuindo ainda mais para a instabilidade. Para combater o problema, o moderno Bundestag alemão introduziu um limite de 5% para um partido obter representação parlamentar. No entanto, o Reichstag da monarquia foi fracionado em grau semelhante, mesmo que tenha sido eleito por maioria de votos (sob um sistema de dois turnos).
- O Reichstag poderia destituir o Reichskanzler do cargo, mesmo que não conseguisse chegar a um acordo sobre um sucessor. A utilização de tal moção de censura significava que, desde 1932, um governo não poderia ser mantido em funções quando o parlamento se reunisse. Como resultado, a Grundgesetz ("Lei Básica") de 1949 estipula que um chanceler não pode ser destituído pelo Parlamento a menos que um sucessor seja eleito ao mesmo tempo, conhecido como "voto construtivo de desconfiança".
- Os direitos fundamentais de habeas corpus, santidade do lar, inviolabilidade do correio, liberdade de expressão e de imprensa, liberdade de reunião, liberdade de associação (incluindo associações religiosas) e inviolabilidade da propriedade — artigos 114.º, 115.º, 117.º, 118.º, 123, 124 e 153 da Constituição de Weimar – poderia ser suspenso nos termos do artigo 48.[176] A Lei Básica lista-os como direitos básicos que não podem ser legalmente anulados e no Artigo 20 (4) inclui o direito de resistir às tentativas de abolir a ordem constitucional.[109]

### Papel dos indivíduos
A política económica de Brüning de 1930 a 1932 tem sido objecto de muito debate. Fez com que muitos alemães identificassem a República com cortes nas despesas sociais e uma economia extremamente liberal. Se existiram alternativas a esta política durante a Grande Depressão é uma questão em aberto.
Franz von Papen, que foi chanceler da Alemanha de 30 de maio a 17 de novembro de 1932, lançou o golpe Preußenschlag contra o governo liderado pelo Partido Social-Democrata no Estado Livre da Prússia, que eliminou um dos últimos bastiões potenciais de resistência à tomada de poder por Hitler. poder, considerando que o Estado Livre da Prússia abrigava a capital federal Berlim e tinha 61% da população da República de Weimar. Papen também pressionou Hindenburg a nomear Hitler como chanceler e Papen como vice-chanceler em 1933, em um gabinete aparentemente não sob o domínio do Partido Nazista. Papen e seus aliados foram rapidamente marginalizados por Hitler, e ele deixou o governo após a Noite das Facas Longas em 1934, durante a qual os nazistas mataram alguns de seus aliados e confidentes, incluindo o sucessor de Papen e antecessor de Hitler, Kurt von Schleicher.
Paul von Hindenburg tornou-se Reichspräsident em 1925. Por ser um conservador monarquista à moda antiga, ele tinha pouco amor pela República, mas na maior parte, agiu formalmente dentro dos limites da constituição. No entanto, ele finalmente — a conselho de seu filho e de outras pessoas próximas a ele — nomeou Hitler como chanceler, encerrando assim efetivamente a República após a aprovação da Lei de Concessão de Plenos Poderes. Além disso, a morte de Hindenburg em 1934 pôs fim ao último obstáculo para Hitler assumir o poder total na República de Weimar.
O Partido Popular Nacional Alemão (DNVP) também foi responsabilizado como responsável pela queda da República de Weimar devido às suas posições ultranacionalistas e à sua relutância em aceitar a República devido à sua ideologia monarquista. Em seu livro A Ascensão e Queda do Terceiro Reich, o jornalista e historiador William L. Shirer escreveu que o status do DNVP como um partido de extrema-direita, em vez de um partido conservador dominante, foi uma das principais razões para a queda da República de Weimar. Na opinião de Shirer, a recusa do DNVP em "assumir uma posição responsável no governo ou na oposição" durante a maior parte da existência de Weimar negou a Weimar "aquela estabilidade proporcionada em muitos outros países por um partido verdadeiramente conservador". Da mesma forma, o historiador conservador britânico Sir John Wheeler-Bennett culpou o DNVP por não ter conseguido se reconciliar com a República, afirmando que "Sob o manto da lealdade à Monarquia, eles se mantiveram distantes ou sabotaram os esforços de sucessivos Chanceleres para dar um governo estável a a República. A verdade é que depois de 1918 muitos nacionalistas alemães foram mais influenciados por sentimentos de deslealdade à República do que de lealdade ao Kaiser, e foi este motivo que os levou a dar a sua contribuição fatal para levar Hitler ao poder".

## Legado
A propaganda nazista tendia a descrever a República de Weimar como um período de traição, degeneração e corrupção. Todo o período de 1918 a 1933 foi descrito na propaganda como "O tempo do Sistema" (Systemzeit), enquanto a própria República era conhecida como "O Sistema" ( Das System), um termo que foi adotado no uso diário depois de 1933. Outra frase nazista usada para designar a república e seus políticos foi "os criminosos de novembro" ou "o regime dos criminosos de novembro" (alemão: Novembro-Verbrecher), referindo-se ao mês em que a república foi fundada (novembro de 1918).
A República de Weimar trouxe direitos democráticos de voto a todos os adultos (incluindo mulheres), a jornada de trabalho de oito horas, inovações nos meios de comunicação e tecnologia e mais liberdade para os homossexuais. Novos avanços em prol dos direitos dos transgêneros estavam sendo feitos, o que envolvia suas próprias publicações, desfiles e bailes. A primeira clínica moderna de afirmação de transgêneros que oferecia cirurgias de homem para mulher começou na República de Weimar. No entanto, isso foi desfeito pelas políticas homofóbicas extremas da Alemanha Nazista.
Segundo a Foreign Policy, a República de Weimar é vista como "o exemplo histórico mais conhecido de uma democracia 'fracassada' que cedeu ao fascismo".

## Estados constituintes
Antes da Primeira Guerra Mundial, os estados constituintes do Império Alemão eram 22 monarquias menores, três cidades-estado republicanas e o Território Imperial da Alsácia-Lorena. Após as perdas territoriais do Tratado de Versalhes e da Revolução Alemã de 1918-1919, os restantes estados continuaram como repúblicas. Os antigos ducados ernestinos continuaram brevemente como repúblicas antes de se fundirem para formar o estado da Turíngia em 1920, exceto Saxe-Coburgo, que se tornou parte da Baviera.
| Mapa                                                                          | Mapa          |
| ----------------------------------------------------------------------------- | ------------- |
|                                                                               |               |
| Estado                                                                        | Capital       |
| Estados Livres (Freistaaten)                                                  |               |
| Anhalt                                                                        | Dessau        |
| Baden                                                                         | Karlsruhe     |
| Baviera (Bayern)                                                              | Munique       |
| Brunswick (Braunschweig)                                                      | Brunsvique    |
| Coburgo — tornou-se parte da Baviera em 1920                                  | Coburgo       |
| Hesse (Hessen)                                                                | Darmstadt     |
| Lipa                                                                          | Detmold       |
| Meclemburgo-Schwerin                                                          | Schwerin      |
| Meclemburgo-Strelitz                                                          | Neustrelitz   |
| Oldemburgo                                                                    | Oldemburgo    |
| Prússia (Preußen)                                                             | Berlim        |
| Saxônia (Sachsen)                                                             | Dresden       |
| Schaumburg-Lippe                                                              | Buckeburgo    |
| Turíngia (Thüringen) — criado em 1920                                         | Weimar        |
| Waldeck-Pyrmont (Pyrmont juntou-se à Prússia em 1921, Waldeck seguiu em 1929) | Arolsen       |
| Württemberg                                                                   | Estugarda     |
| Cidades Livres e Hanseáticas (Freie und Hansestädte)                          |               |
| Bremen                                                                        |               |
| Hamburgo                                                                      |               |
| Lübeck                                                                        |               |
| Estados fundidos para formar a Turíngia em 1920                               |               |
| Saxe-Coburgo-Gota                                                             | Gota          |
| Reuss                                                                         | Gera          |
| Saxe-Altemburgo (Sachsen-Altenburg)                                           | Altemburgo    |
| Saxe-Meiningen (Sachsen-Meiningen)                                            | Meiningen     |
| Saxe-Weimar-Eisenach (Sachsen-Weimar-Eisenach)                                | Weimar        |
| Schwarzburg-Rudolstadt                                                        | Rudolstadt    |
| Schwarzburg-Sondershausen                                                     | Sondershausen |

Esses estados foram gradualmente abolidos sob o regime nazista através do processo Gleichschaltung, pelo qual foram efetivamente substituídos por Gaue. Houve duas mudanças de jure notáveis, no entanto. No final de 1933, Mecklenburg-Strelitz foi fundida com Mecklenburg-Schwerin para formar uma Mecklenburg unificada. Em segundo lugar, em abril de 1937, a cidade-estado de Lübeck foi formalmente incorporada na Prússia pela Lei da Grande Hamburgo, aparentemente motivada pela antipatia pessoal de Hitler pela cidade. A maioria dos estados restantes foram formalmente dissolvidos pelos Aliados no final da Segunda Guerra Mundial e finalmente reorganizados nos estados modernos da Alemanha.

### Leitura Adicional
- Allen, William Sheridan (1984). The Nazi seizure of Power: the experience of a single German town, 1922–1945. New York, Toronto: F. Watts. ISBN 0-531-09935-0
- Bennett, Edward W. Germany and the diplomacy of the financial crisis, 1931 (1962) Online free to borrow.
- Berghahn, V. R. (1982). Modern Germany. Cambridge, UK: Cambridge University Press. ISBN 0-521-34748-3
- Bingham, John (2014). Weimar Cities: The Challenge of Urban Modernity in Germany, 1919–1933. London: [s.n.]
- Bookbinder, Paul (1996). Weimar Germany: the Republic of the Reasonable. Manchester, UK: Manchester University Press. ISBN 0-7190-4286-0
- Broszat, Martin (1987). Hitler and the Collapse of Weimar Germany. Leamington Spa, New York: Berg and St. Martin's Press. ISBN 0-85496-509-2
- Childers, Thomas (1983). The Nazi Voter: The Social Foundations of Fascism in Germany, 1919–1933. Chapel Hill: University of North Carolina Press. ISBN 0-8078-1570-5
- Craig, Gordon A. (1980). Germany 1866–1945 (Oxford History of Modern Europe). Oxford: Oxford University Press. ISBN 0-19-502724-8
- Dorpalen, Andreas (1964). Hindenburg and the Weimar Republic. Princeton, New Jersey: Princeton University Press online free to borrow
- Eschenburg, Theodor (1972).  Hajo Holborn, ed. The Role of the Personality in the Crisis of the Weimar Republic: Hindenburg, Brüning, Groener, Schleicher. New York: Pantheon Books: [s.n.] pp. 3–50, Republic to Reich The Making of the Nazi Revolution
- Evans, Richard J. The Coming of the Third Reich (2003), a standard scholarly survey; part of three volume history 1919–1945.
- Eyck, Erich. A history of the Weimar Republic: v. 1. From the collapse of the Empire to Hindenburg's election. (1962)online free to borrow
- Feuchtwanger, Edgar (1993). From Weimar to Hitler: Germany, 1918–1933. London: Macmillan. ISBN 0-333-27466-0
- Gay, Peter (1968). Weimar Culture: The Outsider as Insider. New York: Harper & Row
- Gordon, Mel (2000). Voluptuous Panic: The Erotic World of Weimar Berlin. New York: Feral House
- Halperin, S. William. Germany Tried Democracy: A Political History of the Reich from 1918 to 1933 (1946) online.
- Hamilton, Richard F. (1982). Who Voted for Hitler?. Princeton, New Jersey: Princeton University Press. ISBN 0-691-09395-4
- Harman, Chris (1982). The Lost Revolution: Germany 1918–1923. [S.l.]: Bookmarks. ISBN 0-906224-08-X
- Hett, Benjamin Carter (2018). The Death of Democracy: Hitler's Rise to Power and the Downfall of the Weimar Republic. [S.l.]: Henry Holt & Company
- James, Harold (1986). The German Slump: Politics and Economics, 1924–1936. Oxford, Oxfordshire: Clarendon Press. ISBN 0-19-821972-5
- Kaes, Anton; Jay, Martin; Dimendberg, Edward, eds. (1994). The Weimar Republic Sourcebook. Berkeley: University of California Press. ISBN 0-520-06774-6
- Kolb, Eberhard (1988). The Weimar Republic. P.S. Falla (translator). London: Unwin Hyman
- Lee, Stephen J. (1998). The Weimar Republic. [S.l.]: Routledge. 144 páginas
- McElligott, Anthony, ed. (2009). Weimar Germany. [S.l.]: Oxford University Press
- Mommsen, Hans (1991). From Weimar to Auschwitz. Philip O'Connor (translator). Princeton, New Jersey: Princeton University Press. ISBN 0-691-03198-3
- Nicholls, Anthony James (2000). Weimar and the Rise of Hitler. New York: St. Martin's Press. ISBN 0-312-23350-7
- Peukert, Detlev (1992). The Weimar Republic: the Crisis of Classical Modernity. New York: Hill and Wang. ISBN 0-8090-9674-9
- Rosenberg, Arthur. A History of the German Republic (1936) 370pp online
- Smith, Helmut Walser, ed. (2011). The Oxford Handbook of Modern German History. [S.l.]: Oxford University Press. ISBN 978-0-19-872891-7 ch 18–25.
- Turner, Henry Ashby (1996). Hitler's Thirty Days To Power: January 1933. Reading, Mass.: Addison-Wesley. ISBN 0-201-40714-0
- Turner, Henry Ashby (1985). German Big Business and the Rise of Hitler. New York: Oxford University Press. ISBN 0-19-503492-9
- Weitz, Eric D. (2007). Weimar Germany: Promise and Tragedy. Princeton: Princeton University Press. ISBN 978-0-691-01695-5
- Wheeler-Bennett, John (2005). The Nemesis of Power: German Army in Politics, 1918–1945. New York: Palgrave Macmillan Publishing Company. ISBN 1-4039-1812-0
- Wheeler-Bennett, Sir John (1967) [1936]. Hindenburg: the Wooden Titan. London: Macmillan
- Widdig, Bernd (2001). Culture and Inflation in Weimar Germany. Berkeley, CA: University of California Press. ISBN 978-0-520-22290-8
- Willett, John (1978). The New Sobriety 1917–1933: Art and Politics in the Weimar Period. London: Thames & Hudson. ISBN 978-0-500-27172-8